# Fumetti di Conan il barbaro

Copertina di Conan il barbaro Collection n. 1, Panini Comics, disegni di John Buscema

I primi fumetti di Conan il barbaro sono stati realizzati in Messico negli anni 50, seppure senza licenza, mentre a partire dagli anni '70 la Marvel Comics ha dato vita a numerose iniziative editoriali fino all'anno 2000. Nel 2003 è stata la Dark Horse Comics ad ottenere i diritti del personaggio, mantenuti fino al 2018 quando sono tornati per un breve periodo in mano alla Marvel. Nel 2022 la Heroic Signature, detentrice dei diritti sulle opere di Robert E. Howard, ha stretto un accordo con la casa editrice britannica Titan Comics per la pubblicazione di nuove serie a fumetti che hanno iniziato ad essere distribuite dal luglio 2023.
Nel 2006 i diritti relativi a Conan sono diventati di dominio pubblico in Europa e questo ha portato diverse realtà editoriali a realizzare nuovi adattamenti e storie originali.
In Italia i fumetti di Conan vennero pubblicati per la prima volta nel settembre 1973 ad opera di Editoriale Corno a cui è succeduta Comic Art e infine Marvel Italia, acquisita in seguito da Panini Comics, che detiene anche i diritti di pubblicazione internazionali.

## Storia editoriale

### La Reina de la Costa Negra
Il primo adattamento a fumetti di una storia di Conan è stato La Reina de la Costa Negra pubblicato a partire dal numero 8 della testata antologica Cuentos de Abuelito nel 1952 pubblicata in Messico da Corporacion Editorial Mexicana. i cui autori sono stati Salvador Hermoso Lavalle, Loa Rodriguez e Victor Rodriguez. Nei primi quattro numeri venne adattato l'originale racconto di Howard mentre nei successivi sono state pubblicate storie originali, comparendo in quasi tutti i numeri della testata antologica fino al numero 61. Una serie autonoma in formato digest omonima venne pubblicata da Ediciones Mexicanas Asocidas negli anni 1958-1959 e durò almeno undici numeri mentre negli anni 1965-1966 Ediciones Joma pubblicò una versione del fumetto che durò almeno 53 numeri. Una particolarità di questo Conan è il colore biondo dei capelli.

### Marvel Comics
Roy Thomas avrebbe voluto acquistare i diritti di sfruttamento dei romanzi di Lin Carter con protagonista Thongor di Lemuria ma la richiesta dell'agente dell'autore fu giudicata troppo onerosa per i dirigenti Marvel che si videro costretti quindi a ripiegare sul più conveniente personaggio di Howard che venne pagato poche centinaia di dollari. Nell'ottobre 1970 esordì la prima serie a fumetti dedicata al personaggio, Conan the Barbarian, inizialmente scritta da Roy Thomas e disegnata da Barry Windsor-Smith al quale seguirono altri disegnatori tra cui John Buscema. Sempre negli anni settanta vennero pubblicate altre due testate, Savage Tales da maggio 1971, che durò pochi numeri, e Savage Sword of Conan da agosto 1974, entrambe con la caratteristica di essere in bianco e nero e non soggette all'allora Comics Code. Le due serie durarono entrambe fino agli anni novanta. Dal 1978 e al 1981 Conan divenne protagonista anche di una striscia a fumetti per i quotidiani. Tra il 1989 e il 1996 vennero pubblicati altri titoli meno longevi (King Conan/Conan the King, Conan the Adventurer, Conan, Conan the Savage) e nella seconda metà degli anni '90 vennero pubblicate solo miniserie.
Una particolarità della versione Marvel di Conan è l'essere fatto diventare parte integrante della storia dell'universo supereroistico della casa editrice, considerando l'era hyboriana come un'epoca passata. La casa editrice pubblicò anche l'Official Handbook of the Conan Universe nel 1986, a completamento di quello realizzato per l'Universo Marvel, dedicato alla descrizione dettagliata dei personaggi, dei luoghi e delle razze più significativi del mondo del Cimmero, elencandoli in voci individuali. In Italia è stato pubblicato all'interno della collana di omnibus dedicata alla serie Conan il barbaro.
Nel 2018 la Marvel riacquistò i diritti del personaggio rieditando l'anno successivo le due serie storiche degli anni settanta e pubblicando anche nuove miniserie tra cui spicca Serpent War all'interno della quale Conan incontra altri personaggi di R.E. Howard come premessa per il lancio di pubblicazioni che proponessero nuove avventure per i personaggi dell'autore texano che però la pandemia del COVID-19 fece naufragare. All'interno di questa nuova gestione Conan venne fatto anche interagire direttamente con l'Universo Marvel tramite la serie Savage Avengers scritta da Gerry Duggan.
La Marvel perse nuovamente i diritti nel 2022, anno in cui venne pubblicata la miniserie King Conan ad opera di Jason Aaron e Mahmud Asrar. La miniserie fu al centro di una controversia per via di Matoaka, una principessa millenaria avversaria di Conan e suo figlio, il cui nome è anche quello vero di Pocahontas. Il personaggio è stato percepito come irrispettoso nei confronti della figura storica e ha portato la casa editrice a cambiarlo nei numeri successivi e nelle ristampe della storia.

### Panini Comics
Per iniziativa di Marco Marcello Lupoi, nel 1997 la Marvel Italia pubblicò due albi di Conan il conquistatore contenenti due storie inedite scritte da Xavier Marturet e Ade Capone per i disegni rispettivamente di Pino Rinaldi e Andrea Bianchi Carnevale; nel 1999 venne pubblicato Conan speciale con altre due nuove storie: la prima vide nuovamente Ade Capone ai testi per i disegni di Alessandro Bocci mentre la seconda fu scritta da Otto Gabos e Massimo Semerano con Simone Bianchi ai disegni.

### Dark Horse
Dal 2003 al 2018 i diritti sono stati posseduti dalla Dark Horse che ha affidato la sua prima serie, intitolata semplicemente Conan, a Kurt Busiek e Cary Nord. In seguito alla firma di un contratto in esclusiva con la DC Comics da parte di Busiek, altri scrittori si sono succeduti tra i quali Timothy Truman. Dopo la chiusura della serie nel 2008, negli anni si sono succedute altre testate (Conan the Cimmerian, Conan: Road of Kings, King Conan, Conan the Barbarian, Conan the Avenger, Conan the Slayer) più numerose miniserie e albi autoconclusivi. È stata pubblicata anche una serie antologica, Robert E. Howard's Savage Sword, dedicata non solo a Conan, ma anche ad altri personaggi ideati da R.E. Howard.
Tratto peculiare delle pubblicazioni Dark Horse sono l'utilizzo della cronologia ideata da Dale Rippke per ordinare i racconti di Howard, il fatto che oltre alla numerazione delle singole serie ce ne fosse una complessiva riconducibile ad una continuità narrativa che abbraccia ognuna di esse (con l'eccezione di King Conan) e la presenza di una cornice che ruota attorno a due figure "il Principe" e "il Visir", in un'epoca futura rispetto a quella di Conan, che leggono le storie con protagonista il Cimmero. In ogni albo è contenuto un episodio di The Adventures of Two-Gun Bob (True Stories from the Life of Robert E. Howard) di Jim e Ruth Keegan.

### Titan Comics
Nel giugno 2022 la Heroic Signature, nuova casa editrice della società detentrice dei diritti delle proprietà intellettuali di Howard, strinse un accordo con la casa editrice britannica Titan Comics per la realizzazione di nuove pubblicazioni tratte dai personaggi dell'autore texano; nel luglio 2023 uscì il primo albo della nuova Conan the Barbarian dopo un numero 0 pubblicato a maggio all'interno dell'iniziativa del Free Comic Book Day. A febbraio 2024 uscì la nuova The Savage Sword of Conan mentre in autunno è stata pubblicata, dopo un preludio in occasione del Free Comic Book Day del 2024, la prima miniserie-evento Battle of the Black Stone in cui oltre a Conan compaiono altri personaggi ideati da Robert E. Howard.
La casa editrice inglese ha poi collaborato con la Sergio Bonelli Editore, con Panini Comics come tramite, per la realizzazione di una miniserie in cui Conan incontra Ian Aranill, edita in Italia da novembre 2023 e gennaio 2024.

### Produzioni europee
Nel 2018, scaduti i diritti sul personaggio in Europa nel 2006, l'editore francese Glénat iniziò a pubblicare la collana Conan le Cimmérien contenente nuovi adattamenti delle opere originali di Howard affidati di volta in volta ad un team differente di autori pubblicate in Italia da Star Comics.
Nell'aprile 2018, il collettivo italiano Leviathan Labs annunciò la realizzazione di un fumetto pubblicato dall'editore Weird Book, in uscita nel 2019 intitolato The Barbarian King e incentrato su una versione in là con gli anni di re Conan che deve affrontare le conseguenze del ritorno di un suo vecchio nemico. Nel 2020 il collettivo Storie Brute pubblica una fanzine intitolata Slice of Conan contenente una storia e alcuni articoli di approfondimento.
Nel 2021 la casa editrice spagnola Editorial DQ pubblica Conan de Cimmeria realizzato da Ángel García Nieto, Julio Rod e Esteban Navarro, contenente tre storie ambientate in tre diversi momenti della vita del personaggio.

## Pubblicazioni

### Marvel Comics
Conan the Barbarian

Conan the Barbarian Annual
Nella tabella seguente sono segnate solo le storie inedite della collana. Il primo annual, pubblicato nel giugno 1973 con copertina di Barry Windsor-Smith, contiene le storie Lair of the Beast-Men! e The Tower of the Elephant! originariamente pubblicate su Conan il Barbaro 2 e 4 mentre il terzo annual, pubblicato nell'ottobre 1977 con copertina di John Buscema, contiene le storie Chapter 1: At the Mountain of the Moon-God / Chapter 2: Where Dark Death Soars e The Beast from the Abyss originariamente pubblicate su Savage Sword of Conan 3 e 2.
| Nr. | Data           | TItolo                        | Titolo italiano               | Sceneggiatura                   | Disegni        | Colori            | Copertina                 | Prima edizione italiana               | Data italiana  |
| --- | -------------- | ----------------------------- | ----------------------------- | ------------------------------- | -------------- | ----------------- | ------------------------- | ------------------------------------- | -------------- |
| 2   | Giugno 1976    | Conan the Cimmerian, Prologue | Prologo                       | Roy Thomas                      | John Buscema   | n/a               | Rich Buckler e Dan Adkins | Conan il Barbaro 18 (Comic Art)       | Agosto 1990    |
| 2   | Giugno 1976    | The Phoenix on the Sword      | La Fenice sulla lama!         | Roy Thomas                      | John Buscema   | n/a               | Rich Buckler e Dan Adkins | Conan il Barbaro 18 (Comic Art)       | Agosto 1990    |
| 4   | Luglio 1978    | The Return of the Conqueror   | Il ritorno del Conquistatore! | Roy Thomas                      | John Buscema   | George Roussos    | John Buscema              | Conan il Barbaro 18 (Comic Art)       | Agosto 1990    |
| 5   | Settembre 1979 | Bride of the Conqueror        | La sposa del Conquistatore    | Roy Thomas                      | John Buscema   | George Roussos    | John Buscema              | Conan il Barbaro 18 (Comic Art)       | Agosto 1990    |
| 6   | Luglio 1981    | King of the Forgotten People  | n/a                           | Robert E. Howard e Roy Thomas   | Gil Kane       | George Roussos    | Gil Kane                  | Conan: L'era Marvel 5 (Panini Comics) | Giugno 2021    |
| 7   | Agosto 1982    | Red Shadows and Black Kraken! | n/a                           | Roy Thomas                      | John Buscema   | George Roussos    | John Buscema              | Grandi Eroi 47 (Comic Art)            | Ottobre 1989   |
| 8   | Ottobre 1983   | Dark Night of the White Queen | n/a                           | Christopher Priest              | Val Mayerik    | Steve Mellor      | Val Mayerik               | Inedito                               | n/a            |
| 9   | Settembre 1984 | Wrath of the Shambling God!   | n/a                           | Michael Fleisher                | Ernie Chan     | Christie Scheele  | Ernie Chan                | Conan: L'era Marvel 6 (Panini Comics) | Dicembre 2021  |
| 10  | Ottobre 1985   | Scorched Earth                | n/a                           | Christopher Priest              | Ernie Chan     | Steve Mellor      | Ernie Chan                | Conan: L'era Marvel 7 (Panini Comics) | Maggio 2022    |
| 11  | Ottobre 1986   | Bride of the Oculist!         | La moglie dell'Oculista!      | Christopher Priest              | Ernie Chan     | Julianna Ferriter | Ernie Chan                | Conan il Barbaro 72 (Panini Comics)   | Maggio 1996    |
| 12  | Ottobre 1987   | Legion of the Dead            | La Legione dei morti          | Christopher Priest, Val Semeiks | Vince Giarrano | Julianna Ferriter | Geof Isherwood            | Conan il Barbaro 70 (Panini Comics)   | Settembre 1995 |

Savage Tales
In questa serie antologica le storie di Conan sono in bianco e nero e condividevano lo spazio all'interno degli albi con quelle di altri personaggi come Ka-Zar.
| Nr. | Data         | TItolo                        | Titolo italiano                   | Sceneggiatura    | Disegni             | Copertina    | Prima edizione italiana                                  | Data italiana |
| --- | ------------ | ----------------------------- | --------------------------------- | ---------------- | ------------------- | ------------ | -------------------------------------------------------- | ------------- |
| 1   | Gennaio 1971 | The Frost Giant's Daughter    | La figlia del gigante dei ghiacci | Roy Thomas       | Barry Windsor-Smith | John Buscema | Conan 8 (Editoriale Corno)                               | Luglio 1981   |
| 2   | Giugno 1973  | Red Nails                     | Chiodi Rossi                      | Roy Thomas       | Barry Windsor-Smith | John Buscema | Conan & Ka-Zar 29 (Editoriale Corno)                     | Aprile 1976   |
| 2   | Giugno 1973  | Cimmeria                      | Cimmeria                          | Robert E. Howard | Barry Windsor-Smith | John Buscema | La Spada Selvaggia di Conan 1, 1971-1974 (Panini Comics) | Ottobre 2008  |
| 3   | Ottobre 1973 | The Lurker from the Catacombs | Agguato nelle catacombe           | Roy Thomas       | Barry Windsor-Smith | Pablo Marcos | Conan & Ka-Zar 30 (Editoriale Corno)                     | Aprile 1976   |
| 3   | Ottobre 1973 | He Comes from the Dark        | Viene dal buio                    | Roy Thomas       | Barry Windsor-Smith | Pablo Marcos | Conan & Ka-Zar 30 (Editoriale Corno)                     | Aprile 1976   |
| 4   | Marzo 1974   | Night of the Dark God         | La notte del Dio scuro            | Roy Thomas       | Neal Adams          | Neal Adams   | Conan & Ka-Zar 31 (Editoriale Corno)                     | Maggio 1976   |
| 5   | Maggio 1974  | The Secret of Skull River!    | Il segreto del fiume del teschio  | Roy Thomas       | Jim Starlin         | Neal Adams   | Conan & Ka-Zar 32 (Editoriale Corno)                     | Maggio 1976   |

Savage Sword of Conan

Giant-size Conan
Nella tabella seguente sono segnate solo le storie inedite della collana che adattano il romanzo L'ora del dragone. Esiste anche un 5° albo, pubblicato nel Giugno 1975 con copertina ad opera di Jack Kirby, che contiene solo ristampe dalla serie Conan il Barbaro: il 14° albo, il 15° albo e la storia breve The Blood of the Dragon dal 12° albo.
| Nr. | Data           | TItolo                       | Titolo italiano        | Sceneggiatura | Disegni  | Colori         | Copertina    | Prima edizione italiana                 | Data italiana |
| --- | -------------- | ---------------------------- | ---------------------- | ------------- | -------- | -------------- | ------------ | --------------------------------------- | ------------- |
| 1   | Giugno 1974    | The Hour of The Dragon       | L'ora del dragone      | Roy Thomas    | Gil Kane | Glynis Wein    | Gil Kane     | Conan la Spada Selvaggia 45 (Comic Art) | Agosto 1990   |
| 2   | Settembre 1974 | Conan Bound!                 | Conan incatenato       | Roy Thomas    | Gil Kane | Glynis Wein    | John Buscema | Conan la Spada Selvaggia 45 (Comic Art) | Agosto 1990   |
| 3   | Dicembre 1974  | To Tarantia - and the Tower! | Alla Torre di Tarantia | Roy Thomas    | Gil Kane | Phil Rachelson | Gil Kane     | Conan la Spada Selvaggia 45 (Comic Art) | Agosto 1990   |
| 3   | Dicembre 1974  | The Trial in the Temple!     | n/a                    | Roy Thomas    | Gil Kane | Phil Rachelson | Gil Kane     | Conan la Spada Selvaggia 45 (Comic Art) | Agosto 1990   |
| 4   | Marzo 1975     | Swords of the South!         | Spade del Sud          | Roy Thomas    | Gil Kane | Phil Rachelson | Gil Kane     | Conan la Spada Selvaggia 45 (Comic Art) | Agosto 1990   |

What if...?
| Nr. serie originale       | Data          | TItolo                                                             | Titolo italiano                                                                 | Sceneggiatura  | Disegni      | Colori         | Copertina                 | Prima edizione italiana             | Data italiana |
| ------------------------- | ------------- | ------------------------------------------------------------------ | ------------------------------------------------------------------------------- | -------------- | ------------ | -------------- | ------------------------- | ----------------------------------- | ------------- |
| What if...? (vol.1) n. 13 | Novembre 1978 | What If Conan The Barbarian Walked The Earth Today?                | E se Conan il Barbaro camminasse sulla terra... oggi ?                          | Roy Thomas     | John Buscema | Glynis Wein    | John Buscema              | Star Magazine 22 (Star Comics)      | Luglio 1992   |
| What if...? (vol.1) n. 39 | Marzo 1983    | What if Thor of Asgard had Met Conan the Barbarian?                | E se Thor di Asgard avesse incontrato Conan il Barbaro?                         | Alan Zelenetz  | Ron Wilson   | George Roussos | Ron Wilson e Mike Mignola | Conan il Barbaro 71 (Panini Comics) | Gennaio 1996  |
| What if...? (vol.1) n. 43 | Novembre 1983 | What if Conan the Barbarian were Stranded in the 20th Century?     | E se Conan il barbaro fosse rimasto intrappolato nel Ventesimo secolo?          | Peter Gillis   | Bob Hall     | Ben Sean       | Bill Sienkiewicz          | Conan il Barbaro 69 (Panini Comics) | Maggio 1995   |
| What if...? (vol.2) n. 16 | Giugno 1990   | What If Wolverine Had Lived During The Age Of Conan The Barbarian? | Cosa sarebbe successo se Wolverine fosse vissuto ai tempi di Conan?             | Glenn Herdling | Gary Kwapisz | Daniel Vozzo   | Gary Kwapisz              | Conan il Barbaro 68 (Panini Comics) | Gennaio 1995  |
| What if...? (vol.2) n. 16 | Giugno 1990   | What If Wolverine Really Met Conan The Barbarian?                  | Cosa sarebbe accaduto se Wolverine avesse incontrato davvero Conan il barbaro?! | John Rozum     | Armando Bil  | Marie Javins   | Gary Kwapisz              | Conan il Barbaro 68 (Panini Comics) | Gennaio 1995  |

King Conan/Conan the King

Conan the Adventurer
Tutte le storie di questa serie sono state scritte da Roy Thomas e tutte le copertine sono state disegnate da Rafael Kayanan. Questa serie contiene adattamenti delle opere di Clark Ashton Smith, trasponendole nel mondo di Conan. Il personaggio di Tolometh, che debutta nel tredicesimo albo, è ripreso dalla poesia omonima, l'ottavo albo adatta il racconto The Weird of Avoosl Wuthoqquan mentre l'undicesimo e il dodicesimo sono stati ispirati rispettivamente dai racconti The Inquisitors of Ong in Conan the Adventurer  e The Abominations of Yondo.
| Nr. | Data           | TItolo                                                 | Titolo italiano               | Disegni        | Colori              | Prima edizione italiana                 | Data italiana  |
| --- | -------------- | ------------------------------------------------------ | ----------------------------- | -------------- | ------------------- | --------------------------------------- | -------------- |
| 1   | Giugno 1994    | Barbarians at the Gate!                                | Barbari alle porte            | Rafael Kayanan | Nel Yomtov          | Conan l'Avventuriero 1 (Marvel Italia)  | Settembre 1994 |
| 2   | Luglio 1994    | The Snow That Slays                                    | La neve che uccide            | Rafael Kayanan | Nel Yomtov          | Conan l'Avventuriero 2 (Marvel Italia)  | Ottobre 1994   |
| 3   | Agosto 1994    | Blood Days in Brythunia                                | Giorni di sangue in Brythunia | Rafael Kayanan | Lovern Kindzierski  | Conan l'Avventuriero 3 (Marvel Italia)  | Novembre 1994  |
| 4   | Settembre 1994 | Between Twin Terrors                                   | Fra due orrori                | Rafael Kayanan | Lovern Kindzierski  | Conan l'Avventuriero 4 (Marvel Italia)  | Dicembre 1994  |
| 5   | Ottobre 1994   | The Woman Who Walks Alone                              | La donna che cammina sola     | Rafael Kayanan | Lovern Kindzierski  | Conan l'Avventuriero 5 (Marvel Italia)  | Gennaio 1995   |
| 5   | Ottobre 1994   | The Hyborian Age                                       | n/a                           | Audwynn Newman | Jessica Kindzierski | Inedito                                 | n/a            |
| 6   | Novembre 1994  | The Slavers                                            | Gli schiavisti                | John Watkiss   | Lovern Kindzierski  | Conan l'Avventuriero 6 (Marvel Italia)  | Febbraio 1995  |
| 7   | Dicembre 1994  | The Choosers of the Slain!                             | Le adoratrici di Borri        | John Watkiss   | Lovern Kindzierski  | Conan l'Avventuriero 7 (Marvel Italia)  | Marzo 1995     |
| 8   | Gennaio 1995   | The Weird of Avoosl Wuthoqquan                         | La sorte di Avoosl Wuthoqquan | John Watkiss   | Jessica Kindzierski | Conan l'Avventuriero 8 (Marvel Italia)  | Aprile 1995    |
| 9   | Febbraio 1995  | Of Wings and Warriors                                  | Ali e guerrieri               | Rafael Kayanan | Jessica Kindzierski | Conan l'Avventuriero 9 (Marvel Italia)  | Maggio 1995    |
| 9   | Febbraio 1995  | Talisman of Tolometh (part 1)                          | Il talismano di Tolometh pt1  | Audwynn Newman | Jessica Kindzierski | Conan l'Avventuriero 9 (Marvel Italia)  | Maggio 1995    |
| 10  | Marzo 1995     | Swords Against the Sun                                 | Spade contro il sole          | Rafael Kayanan | Jessica Kindzierski | Conan l'Avventuriero 10 (Marvel Italia) | Giugno 1995    |
| 10  | Marzo 1995     | Talisman of Tolometh (part 2 - City of Thieves)        | Il talismano di Tolometh pt2  | Audwynn Newman | Jessica Kindzierski | Conan l'Avventuriero 10 (Marvel Italia) | Giugno 1995    |
| 11  | Aprile 1995    | The Inquisitors of Ong                                 | Gli inquisitori di Ong        | Rafael Kayanan | Jessica Kindzierski | Conan l'Avventuriero 11 (Marvel Italia) | Luglio 1995    |
| 11  | Aprile 1995    | Talisman of Tolometh (part 3 - City of the Spider God) | Il talismano di Tolometh pt3  | Audwynn Newman | Jessica Kindzierski | Conan l'Avventuriero 11 (Marvel Italia) | Luglio 1995    |
| 12  | Maggio 1995    | The Abominations of Yondo                              | Gli orrori di Yondo           | Rafael Kayanan | Jessica Kindzierski | Conan l'Avventuriero 12 (Marvel Italia) | Agosto 1995    |
| 12  | Maggio 1995    | Talisman of Tolometh (part 4 - Separate paths)         | Il talismano di Tolometh pt4  | Audwynn Newman | Jessica Kindzierski | Conan l'Avventuriero 12 (Marvel Italia) | Agosto 1995    |
| 13  | Giugno 1995    | Into the Citadel of Sin                                | Nella cittadella del peccato  | Rafael Kayanan | Bob Sharen          | Conan l'Avventuriero 13 (Marvel Italia) | Settembre 1995 |
| 13  | Giugno 1995    | Talisman of Tolometh (part 5 - Welyn's Way)            | Il talismano di Tolometh pt5  | Audwynn Newman | Jessica Kindzierski | Conan l'Avventuriero 13 (Marvel Italia) | Settembre 1995 |
| 14  | Luglio 1995    | Tolometh Rising                                        | Tolometh sorge                | Rafael Kayanan | Jessica Kindzierski | Conan l'Avventuriero 13 (Marvel Italia) | Settembre 1995 |

Conan the Savage
Questa serie è in bianco e nero in formato magazine.
| Nr. | Data           | TItolo                                                                | Sceneggiatura  | Disegni           | Copertina              | Prima edizione italiana                 | Data italiana |
| --- | -------------- | --------------------------------------------------------------------- | -------------- | ----------------- | ---------------------- | --------------------------------------- | ------------- |
| 1   | Agosto 1995    | Hounds to the Slaughter                                               | Chuck Dixon    | Enrique Alcatena  | Simon Bisley           | Le Cronache di Conan 11 (Marvel Italia) | Marzo 1996    |
| 1   | Agosto 1995    | The Circles of Set                                                    | Roy Thomas     | Tim Conrad        | Simon Bisley           | Inedito                                 | n/a           |
| 2   | Settembre 1995 | Jobber                                                                | Chuck Dixon    | Enrique Alcatena  | Doug Beekman           | Inedito                                 | n/a           |
| 2   | Settembre 1995 | The Stalker of the Snows, Part One                                    | Roy Thomas     | Michael Docherty  | Doug Beekman           | Inedito                                 | n/a           |
| 3   | Ottobre 1995   | Blood Rimmed Tide                                                     | Chuck Dixon    | Enrique Alcatena  | Chris Moeller          | Inedito                                 | n/a           |
| 3   | Ottobre 1995   | Into the Frozen Land: The Stalker of the Snows, Part Two              | Roy Thomas     | Michael Docherty  | Chris Moeller          | Inedito                                 | n/a           |
| 4   | Novembre 1995  | The Wind from the Stars                                               | Chuck Dixon    | Alfredo Alcala    | Vince Evans            | Le Cronache di Conan 12 (Marvel Italia) | Maggio 1996   |
| 4   | Novembre 1995  | Within the Mountain of Madness!: The Stalker of the Snows, Part Three | Roy Thomas     | Michael Docherty  | Vince Evans            | Inedito                                 | n/a           |
| 5   | Dicembre 1995  | The Fallen Idol (Part 1)                                              | Ian Edginton   | Enrique Alcatena  | Dan Brereton           | Le Cronache di Conan 13 (Marvel Italia) | Luglio 1996   |
| 5   | Dicembre 1995  | Swords of Zhamakand (Part 1)                                          | Roy Thomas     | Geof Isherwood    | Dan Brereton           | Inedito                                 | n/a           |
| 6   | Gennaio 1996   | The Fallen Idol (Part 2)                                              | Ian Edginton   | Enrique Alcatena  | Greg e Tim Hildebrandt | Le Cronache di Conan 13 (Marvel Italia) | Luglio 1996   |
| 6   | Gennaio 1996   | Terror Beneath the Crypt (Swords of Zhamakand, Part 2)                | Roy Thomas     | Geof Isherwood    | Greg e Tim Hildebrandt | Inedito                                 | n/a           |
| 7   | Febbraio 1996  | Howling in the Wilderness                                             | Chuck Dixon    | Gary Kwapisz      | Jacques Bredy          | Inedito                                 | n/a           |
| 7   | Febbraio 1996  | Sanctuary of the Storms                                               | Rafael Kayanan | Rafael Kayanan    | Jacques Bredy          | Inedito                                 | n/a           |
| 8   | Marzo 1996     | Ivory                                                                 | Mike Baron     | Val Mayerik       | Val Mayerik            | Inedito                                 | n/a           |
| 8   | Marzo 1996     | Fate                                                                  | Neil Hansen    | Neil Hansen       | Val Mayerik            | Inedito                                 | n/a           |
| 9   | Aprile 1996    | Death-Song From the Stars                                             | Chuck Dixon    | Enrique Alcatena  | Tom Grindberg          | Inedito                                 | n/a           |
| 9   | Aprile 1996    | City Under Seige                                                      | Chuck Dixon    | Enrique Villagran | Tom Grindberg          | Inedito                                 | n/a           |
| 10  | Maggio 1996    | The Necromancers of Na'at                                             | Roy Thomas     | John Buscema      | Dan Brereton           | Inedito                                 | n/a           |

Conan
| Nr. | Data           | TItolo                                 | Titolo italiano                | Sceneggiatura | Disegni             | Colori        | Copertina     | Prima edizione italiana             | Data italiana |
| --- | -------------- | -------------------------------------- | ------------------------------ | ------------- | ------------------- | ------------- | ------------- | ----------------------------------- | ------------- |
| 1   | Luglio 1995    | Song of the Death Pits!                | Il canto dei pozzi della morte | Larry Hama    | Barry Crain         | Marie Javins  | Barry Crain   | Marvel Crossover 12 (Marvel Italia) | Aprile 1996   |
| 2   | Settembre 1995 | The Treasure of Harach Gnar            | Il tesoro di Harach Gnar       | Larry Hama    | Barry Crain         | Marie Javins  | Barry Crain   | Marvel Crossover 12 (Marvel Italia) | Aprile 1996   |
| 3   | Ottobre 1995   | Trail of Blood                         | Traccia di sangue              | Larry Hama    | Barry Crain         | Marie Javins  | Barry Crain   | Marvel Crossover 12 (Marvel Italia) | Aprile 1996   |
| 4   | Novembre 1995  | Barbarian at the Gate                  | Un barbaro alle porte          | Larry Hama    | Barry Crain         | Ed Lazellari  | Barry Crain   | Marvel Crossover 12 (Marvel Italia) | Aprile 1996   |
| 4   | Novembre 1995  | Wicked Conjurings                      | Empie evocazioni               | Larry Hama    | Barry Crain         | Sarra Mossoff | Barry Crain   | Marvel Crossover 12 (Marvel Italia) | Aprile 1996   |
| 5   | Dicembre 1995  | In the Hall of the Mountain King       | n/a                            | Larry Hama    | Douglas T. Wheatley | Marie Javins  | Barry Crain   | Inedito                             | n/a           |
| 6   | Gennaio 1996   | Tower of the Doom-Bringer              | n/a                            | Larry Hama    | Douglas T. Wheatley | Ed Lazellari  | Barry Crain   | Inedito                             | n/a           |
| 7   | Febbraio 1996  | Man of Iron                            | n/a                            | Larry Hama    | Bret Blevins        | Ed Lazellari  | Bret Blevins  | Inedito                             | n/a           |
| 8   | Marzo 1996     | God-Killer                             | n/a                            | Dan Abnett    | Joe Bennett         | Ed Lazellari  | Tom Grindberg | Inedito                             | n/a           |
| 9   | Aprile 1996    | God Fall                               | n/a                            | Dan Abnett    | Joe Bennett         | Ed Lazellari  | Joe Bennett   | Inedito                             | n/a           |
| 10  | Maggio 1996    | Queen of the Amazons, Part 1           | n/a                            | Larry Hama    | Enrique Alcatena    | Ed Lazellari  | Bret Blevins  | Inedito                             | n/a           |
| 11  | Giugno 1996    | Queen of the Amazons, Part 2: Amazons! | n/a                            | Larry Hama    | Enrique Alcatena    | Ed Lazellari  | Bret Blevins  | Inedito                             | n/a           |

Miniserie
| Data                           | TItolo                                                  | Titolo italiano                                            | Sceneggiatura  | Disegni                                                    | Colori                                  | Copertina                   | Prima edizione italiana                           | Data italiana               |
| ------------------------------ | ------------------------------------------------------- | ---------------------------------------------------------- | -------------- | ---------------------------------------------------------- | --------------------------------------- | --------------------------- | ------------------------------------------------- | --------------------------- |
| Luglio 1997 - Ottobre 1997     | Conan the Barbarian vol.2: Stalker of the Woods         | Conan e la creatura dei boschi                             | Roland Green   | Claudio Castellini                                         | John Kalisz                             | Claudio Castellini          | Marvel Miniserie 33 (Marvel Italia)               | Giugno 1998                 |
| Dicembre 1997 - Febbraio 1998  | Conan the Barbarian: The Usurper                        | n/a                                                        | Chuck Dixon    | Steve Lieber                                               | Kevin Tinsley                           | Steve Lieber                | Inedito                                           | n/a                         |
| Marzo 1998 - Aprile 1998       | Conan: Lord of the Spiders                              | Conan: Il signore dei ragni                                | Roy Thomas     | Stefano Raffaele                                           | John Kalisz                             | Stefano Raffaele            | Marvel Miniserie 35 (Marvel Italia)               | Novembre 1998               |
| Giugno 1998 - Agosto 1998      | Conan: River of Blood                                   | n/a                                                        | Roland Green   | Geof Isherwood                                             | John Kalisz                             | Claudio Castellini          | Inedito                                           | n/a                         |
| Settembre 1998 - Novembre 1998 | Conan: Return of Styrm                                  | n/a                                                        | Matt Nixon     | Paolo Parente                                              | Roberto Calabro                         | Paolo Parente               | Inedito                                           | n/a                         |
| Dicembre 1998 - Febbraio 1999  | Conan: Scarlet Sword                                    | n/a                                                        | Roy Thomas     | Stefano Raffaele                                           | John Kalisz                             | Stefano Raffaele            | Inedito                                           | n/a                         |
| Settembre 1999 - Novembre 1999 | Conan: Death Covered in Gold                            | n/a                                                        | Roy Thomas     | John Buscema                                               | John Kalisz                             | Geof Isherwood, Scott Hanna | Inedito                                           | n/a                         |
| Agosto 2000 - Ottobre 2000     | Conan: Flame and the Fiend                              | n/a                                                        | Roy Thomas     | Geof Isherwood                                             | John Kalisz                             | Geof Isherwood              | Inedito                                           | n/a                         |
| Maggio 2019 - Settembre 2019   | Age of Conan: Bêlit, Queen Of The Black Coast           | Bêlit                                                      | Tini Howard    | Kate Niemczyk                                              | Jason Keith                             | Sana Takeda                 | L'Era di Conan 1 (Panini Comics)                  | Ottobre 2019                |
| Ottobre 2019 - Febbraio 2020   | Age of Conan: Valeria                                   | Valeria                                                    | Meredith Finch | Aneke                                                      | Andy Troy                               | Jay Anacleto                | L'Era di Conan 2 (Panini Comics)                  | Aprile 2020                 |
| Febbraio 2020 - Marzo 2020     | Conan: Serpent War                                      | Serpent War                                                | Jim Zub        | Vanesa R. Del Rey, Scott Eaton, Ig Guara e Stephen Segovia | Jean-Francois Beaulieu e Frank D'Armata | Carlos Pacheco              | La Spada Selvaggia di Conan 8-10 (Panini Comics)  | Giugno 2020 - Ottobre 2020  |
| Aprile 2020 - Novembre 2020    | Conan: Battle for the Serpent Crown                     | La battaglia per la corona del serpente                    | Saladin Ahmed  | Luke Ross                                                  | Nolan Woodard                           | Mahmud Asrar                | La Spada Selvaggia di Conan 11-13 (Panini Comics) | Dicembre 2020 - Aprile 2021 |
| Febbraio 2022 - Settembre 2022 | King Conan: Conan's Last Stand at the Edge of the World | Re Conan: L'ultima battaglia di Conan ai confini del mondo | Jason Aaron    | Mahmud Asrar                                               | Matt Wilson                             | Mahmud Asrar                | Conan il Barbaro 15-18 (Panini Comics)            | Aprile 2022 - Novembre 2022 |

Albi autoconclusivi
| Data          | TItolo                                                       | TItolo                                                     | Titolo italiano                                     | Sceneggiatura                               | Disegni | Colori         | Copertina              | Prima edizione italiana                        | Data italiana |
| ------------- | ------------------------------------------------------------ | ---------------------------------------------------------- | --------------------------------------------------- | ------------------------------------------- | --- | -------------- | ---------------------- | ---------------------------------------------- | ------------- |
| Marzo 1978    | Revenge of the Barbarian Part I                              | Marvel Super Special 2                                     | n/a                                                 | Roy Thomas                                  | John Buscema | Marie Severin  | Earl Norem             | Inedito                                        | n/a           |
| Marzo 1978    | Revenge of the Barbarian Part II: Skulls and Arrows          | Marvel Super Special 2                                     | n/a                                                 | Roy Thomas                                  | John Buscema | Marie Severin  | Earl Norem             | Inedito                                        | n/a           |
| Marzo 1978    | Revenge of the Barbarian Part III: The Slitherer in Darkness | Marvel Super Special 2                                     | n/a                                                 | Roy Thomas                                  | John Buscema | Marie Severin  | Earl Norem             | Inedito                                        | n/a           |
| Febbraio 1979 | The Trail of the Bloodstained God (Marvel Super Special 9)   | The Trail of the Bloodstained God (Marvel Super Special 9) | La pista del Dio insanguinato                       | Roy Thomas                                  | John Buscema | Marie Severin  | John Buscema           | Conan 7 (Editoriale Corno)                     | Maggio 1981   |
| Maggio 1982   | Conan the Barbarian (Marvel Super Special 21)                | Conan the Barbarian (Marvel Super Special 21)              | Conan il Barbaro: adattamento della storia del Film | Michael Fleisher                            | John Buscema | Lynn Varley    | Renato Casaro          | Conan il Barbaro 6 (Comic Art)                 | Agosto 1989   |
| Dicembre 1984 | Conan the Destroyer (Marvel Super Special 35)                | Conan the Destroyer (Marvel Super Special 35)              | Conan il Distruttore                                | Gerry Conway, Michael Fleisher e Roy Thomas | John Buscema | George Roussos | Renato Casaro          | Conan il Barbaro 42 (Comic Art)                | Agosto 1992   |
| Gennaio 1986  | The Official Handbook of the Conan Universe                  | The Official Handbook of the Conan Universe                | Enciclopedia ufficiale dell'universo di Conan       | Alan Zelenetz                               | Mary Wilshire, Vincent Waller, Dave Simons, Gary Kwapisz, Andy Kubert, Geof Isherwood, Armando Gil, Michael Docherty, Vince Colletta, Ernie Chan, Bob Camp e John Buscema | Steve Mellor   | Michael William Kaluta | Conan: L'era Marvel 8 (Panini Comics)          | Dicembre 2022 |
| Novembre 1995 | Conan vs. Rune                                               | Conan vs. Rune                                             | Conan contro Rune                                   | Barry Windsor-Smith                         | Barry Windsor-Smith | Eric Hope      | Barry Windsor-Smith    | Marvel Crossover 12 (Marvel Italia)            | Aprile 1996   |
| Ottobre 2019  | Conan the Barbarian: Exodus                                  | Conan the Barbarian: Exodus                                | Esodo                                               | Esad Ribic                                  | Esad Ribic | Esad Ribic     | Esad Ribic             | Conan il Barbaro 5 (Panini Comics)             | Novembre 2019 |
| Febbraio 2021 | King-Size Conan                                              | Aftermath -- and a Beginning                               | Dopo la battaglia... Un nuovo inizio                | Roy Thomas                                  | Steve McNiven | Ive Svorcina   | Andrew Robinson        | La Spada Selvaggia di Conan 14 (Panini Comics) | Giugno 2021   |
| Febbraio 2021 | King-Size Conan                                              | In the City of Thieves                                     | Nella città dei ladri                               | Kurt Busiek                                 | Pete Woods | Pete Woods     | Andrew Robinson        | La Spada Selvaggia di Conan 14 (Panini Comics) | Giugno 2021   |
| Febbraio 2021 | King-Size Conan                                              | Die by the Sword                                           | Di spada perisce                                    | Chris Claremont                             | Roberto De La Torre | Carlos Lopez   | Andrew Robinson        | La Spada Selvaggia di Conan 14 (Panini Comics) | Giugno 2021   |
| Febbraio 2021 | King-Size Conan                                              | Requiem                                                    | Requiem                                             | Kevin Eastman                               | Kevin Eastman | Neeraj Menon   | Andrew Robinson        | La Spada Selvaggia di Conan 14 (Panini Comics) | Giugno 2021   |
| Febbraio 2021 | King-Size Conan                                              | Ship of the Damned                                         | La nave dei dannati                                 | Steven S. DeKnight                          | Jesus Saiz | Jesus Saiz     | Andrew Robinson        | La Spada Selvaggia di Conan 14 (Panini Comics) | Giugno 2021   |

Marvel Original Graphic Novel
| Nr. | Data           | TItolo                                 | Titolo italiano                                    | Sceneggiatura             | Disegni                                    | Colori            | Copertina      | Prima edizione italiana      | Data italiana |
| --- | -------------- | -------------------------------------- | -------------------------------------------------- | ------------------------- | ------------------------------------------ | ----------------- | -------------- | ---------------------------- | ------------- |
| 19  | Dicembre 1985  | Conan: The Witch Queen of Acheron      | Conan: La regina di Acheron                        | Don Kraar                 | Gary Kwapisz (matite), Art Nichols (chine) | Julianna Ferriter | Doug Beekman   | Labor 7 (Labor Comics)       | Luglio 1986   |
| 28  | Maggio 1987    | Conan the Reaver                       | Conan il saccheggiatore                            | Don Kraar                 | John Severin                               | Marie Severin     | John Severin   | Conan il Barbaro (Comic Art) | Luglio 1991   |
| 42  | Maggio 1988    | Conan of the Isles                     | Conan delle Isole                                  | Roy Thomas                | John Buscema                               | George Roussos    | Doug Beekman   | Grandi Eroi 47 (Comic Art)   | Ottobre 1989  |
| 53  | Settembre 1989 | Conan the Barbarian: The Skull of Set  | Conan il Barbaro n.1: Il Teschio di Set            | Doug Moench               | Paul Gulacy                                | Steve Mattsson    | Paul Gulacy    | Best Comics 2 (Comic Art)    | Aprile 1992   |
| 59  | Febbraio 1990  | Conan the Barbarian: The Horn of Azoth | Conan il Barbaro n.2: Il corno di Azoth            | Gerry Conway e Roy Thomas | Michael Docherty                           | Tom Vincent       | Dorian Vallejo | Best Comics 6 (Comic Art)    | Agosto 1992   |
| 69  | Novembre 1991  | Conan the Rogue                        | Conan il Barbaro n.3: Conan il vagabondo           | John Buscema e Roy Thomas | John Buscema                               | John Buscema      | Joe Jusko      | Best Comics 9 (Comic Art)    | Novembre 1992 |
| 73  | Gennaio 1992   | Conan: The Ravagers Out of Time        | Conan il Barbaro n.4: I predatori venuti dal tempo | Roy Thomas                | Michael Docherty                           | Tom Vincent       | Bob Larkin     | Best Comics 13 (Comic Art)   | Marzo 1993    |

### Marvel Italia
| Data          | TItolo                                             | TItolo                    | Sceneggiatura                 | Disegni                  | Copertine                                                      |
| ------------- | -------------------------------------------------- | ------------------------- | ----------------------------- | ------------------------ | -------------------------------------------------------------- |
| Maggio 1997   | Conan il Conquistatore 1                           | La forza del destino      | Xavier Marturet               | Pino Rinaldi             | Pino Rinaldi                                                   |
| Novembre 1997 | Conan il Conquistatore 2                           | Le spade degli amanti     | Ade Capone                    | Andrea Bianchi Carnevale | Alex Horley                                                    |
| Agosto 1999   | Speciale Conan Made in italy (Marvel Miniserie 36) | C'era una volta a Thiaras | Ade Capone                    | Alessandro Bocci         | Paolo Parente (medesima copertina di Conan: Return of Styrm 1) |
| Agosto 1999   | Speciale Conan Made in italy (Marvel Miniserie 36) | La Spada e la Rosa        | Otto Gabos e Massimo Semerano | Simone Bianchi           | Paolo Parente (medesima copertina di Conan: Return of Styrm 1) |

### Dark Horse
Conan
| Nr. | Data           | TItolo                                                                 | Titolo italiano                                                         | Sceneggiatura              | Disegni                                 | Colori                     | Copertina                 | Prima edizione italiana               | Data italiana              |
| --- | -------------- | ---------------------------------------------------------------------- | ----------------------------------------------------------------------- | -------------------------- | --------------------------------------- | -------------------------- | ------------------------- | ------------------------------------- | -------------------------- |
| 0   | Novembre 2003  | Conan the Legend                                                       | La leggenda                                                             | Kurt Busiek                | Cary Nord                               | Dave Stewart               | Cary Nord                 | 100% Cult Comics 8 (Panini Comics)    | Maggio 2006                |
| 1   | Febbraio 2004  | Out of the Darksome Hills                                              | Sulle Colline Oscure                                                    | Kurt Busiek                | Cary Nord                               | Dave Stewart               | Joseph Michael Linsner    | 100% Cult Comics 8 (Panini Comics)    | Maggio 2006                |
| 2   | Marzo 2004     | The Frost Giant's Daughter                                             | La Figlia del Gigante dei Ghiacci                                       | Kurt Busiek                | Cary Nord                               | Dave Stewart               | Joseph Michael Linsner    | 100% Cult Comics 8 (Panini Comics)    | Maggio 2006                |
| 3   | Aprile 2004    | At the Back of the North Wind                                          | Dietro il Vento del Nord                                                | Kurt Busiek                | Cary Nord                               | Dave Stewart               | Joseph Michael Linsner    | 100% Cult Comics 8 (Panini Comics)    | Maggio 2006                |
| 4   | Maggio 2004    | The Gates of Paradise                                                  | Le Porte del Paradiso                                                   | Kurt Busiek                | Cary Nord                               | Dave Stewart               | Joseph Michael Linsner    | 100% Cult Comics 8 (Panini Comics)    | Maggio 2006                |
| 5   | Giugno 2004    | Ashes and Dust                                                         | Cenere e polvere                                                        | Kurt Busiek                | Cary Nord                               | Dave Stewart               | Joseph Michael Linsner    | 100% Cult Comics 8 (Panini Comics)    | Maggio 2006                |
| 6   | Luglio 2004    | Day of Farewell                                                        | Il Giorno dell'addio                                                    | Kurt Busiek                | Cary Nord                               | Dave Stewart               | Joseph Michael Linsner    | 100% Cult Comics 8 (Panini Comics)    | Maggio 2006                |
| 7   | Agosto 2004    | Blood for Blood                                                        | Sangue chiama sangue                                                    | Kurt Busiek                | Cary Nord                               | Dave Stewart               | Joseph Michael Linsner    | 100% Cult Comics 8-9 (Panini Comics)  | Maggio 2006 - Ottobre 2006 |
| 8   | Settembre 2004 | Born on the Battlefield (Born on the Battlefield - Part 1)             | Nato sul campo di battaglia parte 1                                     | Kurt Busiek                | Greg Ruth                               | Greg Ruth                  | Greg Ruth                 | 100% Cult Comics 52 (Panini Comics)   | Febbraio 2009              |
| 9   | Ottobre 2004   | Two Nemedians Walk into a Bar                                          | Due nemediani entrano in una taverna...                                 | Kurt Busiek                | Cary Nord e Thomas Yeates               | Dave Stewart               | Leinil Francis Yu         | 100% Cult Comics 9 (Panini Comics)    | Ottobre 2006               |
| 10  | Novembre 2004  | The Temple of Kallian Publico                                          | Il tempio di Kallian Publico                                            | Kurt Busiek                | Cary Nord e Thomas Yeates               | Dave Stewart               | Leinil Francis Yu         | 100% Cult Comics 9 (Panini Comics)    | Ottobre 2006               |
| 11  | Dicembre 2004  | The God in the Bowl                                                    | Il dio nell'urna                                                        | Kurt Busiek                | Cary Nord e Thomas Yeates               | Dave Stewart               | Leinil Francis Yu         | 100% Cult Comics 9 (Panini Comics)    | Ottobre 2006               |
| 12  | Gennaio 2005   | The Hanumar Road                                                       | La strada di Hanumar                                                    | Kurt Busiek                | Cary Nord e Thomas Yeates               | Dave Stewart               | Leinil Francis Yu         | 100% Cult Comics 9 (Panini Comics)    | Ottobre 2006               |
| 13  | Febbraio 2005  | The Devil Within                                                       | Il demone nascosto                                                      | Kurt Busiek                | Cary Nord e Thomas Yeates               | Dave Stewart               | Leinil Francis Yu         | 100% Cult Comics 9 (Panini Comics)    | Ottobre 2006               |
| 14  | Marzo 2005     | The Ibis and the Serpent                                               | L'ibis e il serpente                                                    | Kurt Busiek                | Cary Nord, Tom Mandrake e Thomas Yeates | Dave Stewart               | Leinil Francis Yu         | 100% Cult Comics 9 (Panini Comics)    | Ottobre 2006               |
| 15  | Aprile 2005    | Wolves in the Woods (Born on the Battlefield - Part 2)                 | Lupi dei boschi (Nato sul campo di battaglia parte 2)                   | Kurt Busiek                | Greg Ruth                               | Greg Ruth                  | Greg Ruth                 | 100% Cult Comics 52 (Panini Comics)   | Febbraio 2009              |
| 16  | Maggio 2005    | Horror on Uskuth Hill                                                  | Sul colle Uskuth                                                        | Kurt Busiek                | Cary Nord                               | Dave Stewart               | Cary Nord Dave Stewart    | 100% Cult Comics 15 (Panini Comics)   | Febbraio 2007              |
| 17  | Giugno 2005    | The City of Thieves                                                    | La Città dei ladri                                                      | Kurt Busiek                | Cary Nord                               | Dave Stewart               | Cary Nord Dave Stewart    | 100% Cult Comics 15 (Panini Comics)   | Febbraio 2007              |
| 18  | Luglio 2005    | Helm                                                                   | L'elmo                                                                  | Kurt Busiek Fabian Nicieza | John Severin                            | Michelle Madsen            | Cary Nord Dave Stewart    | 100% Cult Comics 47 (Panini Comics)   | Novembre 2008              |
| 18  | Luglio 2005    | Conan's Favorite Joke                                                  | Lo scherzo preferito di Conan                                           | Kurt Busiek                | Bruce Timm                              | Michelle Madsen            | Cary Nord Dave Stewart    | 100% Cult Comics 47 (Panini Comics)   | Novembre 2008              |
| 19  | Agosto 2005    | The Thing in the Temple                                                | La corona di Tiamat                                                     | Kurt Busiek                | Cary Nord                               | Dave Stewart               | Cary Nord Dave Stewart    | 100% Cult Comics 15 (Panini Comics)   | Febbraio 2007              |
| 20  | Settembre 2005 | The Tower of the Elephant                                              | La Torre dell'Elefante                                                  | Kurt Busiek                | Cary Nord                               | Dave Stewart               | José Ladrönn              | 100% Cult Comics 15 (Panini Comics)   | Febbraio 2007              |
| 21  | Ottobre 2005   | The Prince of Thieves                                                  | Il Principe dei ladri                                                   | Kurt Busiek                | Cary Nord                               | Dave Stewart               | José Ladrönn              | 100% Cult Comics 15 (Panini Comics)   | Febbraio 2007              |
| 22  | Novembre 2005  | The Heart of Yag-Kosha                                                 | Il cuore di Yagh-Kosha                                                  | Kurt Busiek                | Cary Nord e Michael William Kaluta      | Dave Stewart               | José Ladrönn              | 100% Cult Comics 15 (Panini Comics)   | Febbraio 2007              |
| 23  | Dicembre 2005  | The Battle of Brita's Vale (Born on the Battlefield - Part 3)          | La battaglia della Valle di Brita (Nato sul campo di battaglia parte 3) | Kurt Busiek                | Greg Ruth                               | Greg Ruth                  | Greg Ruth                 | 100% Cult Comics 52 (Panini Comics)   | Febbraio 2009              |
| 24  | Gennaio 2006   | The Magistrate's Wife                                                  | La moglie del magistrato                                                | Kurt Busiek                | Cary Nord                               | Dave Stewart               | Cary Nord Dave Stewart    | 100% Cult Comics 18 (Panini Comics)   | Giugno 2007                |
| 25  | Febbraio 2006  | The Hand of the Might                                                  | La mano possente                                                        | Kurt Busiek                | Cary Nord                               | Dave Stewart               | Tony Harris               | 100% Cult Comics 18 (Panini Comics)   | Giugno 2007                |
| 26  | Marzo 2006     | Seeds of Empire (A Tale of Princes – and, perhaps, of Kings!)          | I semi dell'impero                                                      | Kurt Busiek                | Timothy Truman                          | Dave Stewart               | Tony Harris               | 100% Cult Comics 47 (Panini Comics)   | Novembre 2008              |
| 27  | Aprile 2006    | The Blood-Stained Crown (A tale of those who tread The Path of Kings!) | La corona insanguinata                                                  | Kurt Busiek                | Timothy Truman                          | Dave Stewart               | Tony Harris               | 100% Cult Comics 47 (Panini Comics)   | Novembre 2008              |
| 28  | Maggio 2006    | Storyteller                                                            | Cantastorie                                                             | Kurt Busiek                | Eric Powell                             | Dave Stewart               | Tony Harris               | 100% Cult Comics 47 (Panini Comics)   | Novembre 2008              |
| 29  | Giugno 2006    | The Toad                                                               | Il rospo                                                                | Mike Mignola               | Cary Nord                               | Dave Stewart               | Tony Harris               | 100% Cult Comics 18 (Panini Comics)   | Giugno 2007                |
| 30  | Luglio 2006    | The Serpent                                                            | Il serpente                                                             | Mike Mignola               | Cary Nord                               | Dave Stewart               | Tony Harris               | 100% Cult Comics 18 (Panini Comics)   | Giugno 2007                |
| 31  | Agosto 2006    | The Hall of the Dead                                                   | Il Salone dei morti                                                     | Mike Mignola               | Cary Nord                               | Dave Stewart               | Tony Harris               | 100% Cult Comics 18 (Panini Comics)   | Giugno 2007                |
| 32  | Settembre 2006 | Wild Cimmerian Bull (Born on the Battlefield - Part 4)                 | Toro selvaggio cimmero (Nato sul campo di battaglia parte 4)            | Kurt Busiek                | Greg Ruth                               | Greg Ruth                  | Greg Ruth                 | 100% Cult Comics 52 (Panini Comics)   | Febbraio 2009              |
| 33  | Ottobre 2006   | Dogs of the Hills                                                      | Cani delle colline                                                      | Timothy Truman             | Cary Nord                               | Dave Stewart               | Tony Harris               | 100% Cult Comics 18 (Panini Comics)   | Giugno 2007                |
| 34  | Novembre 2006  | The Sons of Bel                                                        | I figli di Bel                                                          | Timothy Truman             | Cary Nord                               | Dave Stewart               | Tony Harris               | 100% Cult Comics 18 (Panini Comics)   | Giugno 2007                |
| 35  | Dicembre 2006  | They Shall Be Lords Again                                              | Regneranno ancora                                                       | Timothy Truman             | Paul Lee                                | Dave Stewart               | Tony Harris               | 100% Panini Comics 23 (Panini Comics) | Marzo 2011                 |
| 36  | Gennaio 2007   | Silent to the Sea                                                      | Il silenzio del mare                                                    | Timothy Truman             | Paul Lee                                | Dave Stewart               | Tony Harris               | 100% Panini Comics 23 (Panini Comics) | Marzo 2011                 |
| 37  | Febbraio 2007  | Rat's Den                                                              | La tana del ratto                                                       | Paul Lee                   | Cary Nord                               | Richard Isanove            | Richard Isanove Cary Nord | 100% Cult Comics 36 (Panini Comics)   | Luglio 2008                |
| 38  | Marzo 2007     | The Maze                                                               | Il labirinto                                                            | Paul Lee                   | Cary Nord                               | Richard Isanove            | Richard Isanove Cary Nord | 100% Cult Comics 36 (Panini Comics)   | Luglio 2008                |
| 39  | Aprile 2007    | In the Tower of Tara-Teth                                              | Nella torre di Tara-Teth                                                | Kurt Busiek                | Rafael Kayanan                          | Rafael Kayanan             | Cary Nord                 | 100% Cult Comics 47 (Panini Comics)   | Novembre 2008              |
| 40  | Maggio 2007    | The Tale of the Head                                                   | Il racconto della testa                                                 | Timothy Truman             | Paul Lee                                | Dave Stewart               | Paul Lee                  | 100% Panini Comics 23 (Panini Comics) | Marzo 2011                 |
| 41  | Giugno 2007    | Rogues at the Door                                                     | Intrusi a palazzo                                                       | Timothy Truman             | Cary Nord                               | Richard Isanove            | Cary Nord                 | 100% Cult Comics 36 (Panini Comics)   | Luglio 2008                |
| 42  | Luglio 2007    | Red House, Red Priest                                                  | La casa rossa del prete rosso                                           | Timothy Truman             | Cary Nord                               | Richard Isanove            | Cary Nord                 | 100% Cult Comics 36 (Panini Comics)   | Luglio 2008                |
| 43  | Agosto 2007    | The Pits of Refuge                                                     | Il rifugio nei pozzi                                                    | Timothy Truman             | Tomas Giorello                          | Richard Isanove            | Cary Nord                 | 100% Cult Comics 36 (Panini Comics)   | Luglio 2008                |
| 44  | Ottobre 2007   | Man vs. Beast                                                          | Uomo contro bestia                                                      | Timothy Truman             | Cary Nord                               | Richard Isanove            | Cary Nord                 | 100% Cult Comics 36 (Panini Comics)   | Luglio 2008                |
| 45  | Ottobre 2007   | Venarium (Born on the Battlefield - Part 5)                            | Venarium (Nato sul campo di battaglia parte 5)                          | Kurt Busiek                | Greg Ruth                               | Greg Ruth                  | Greg Ruth                 | 100% Cult Comics 52 (Panini Comics)   | Febbraio 2009              |
| 46  | Novembre 2007  | Over the Walls (Born on the Battlefield - Part 6)                      | Oltre le mura (Nato sul campo di battaglia parte 6)                     | Kurt Busiek                | Greg Ruth                               | Greg Ruth                  | Greg Ruth                 | 100% Cult Comics 52 (Panini Comics)   | Febbraio 2009              |
| 47  | Dicembre 2007  | The Spawn of Nergal (Cover title "The Hand of Nergal")                 | Le progenie di Nergal                                                   | Timothy Truman             | Tomàs Giorello                          | J.D. Mettler Tony Shasteen | Tomàs Giorello            | 100% Cult Comics 77 (Panini Comics)   | Novembre 2009              |
| 48  | Gennaio 2008   | Darkness Over Yaralet (Cover title "Darkness Rising")                  | Si alzano le tenebre                                                    | Timothy Truman             | Tomàs Giorello                          | J. D. Mettler              | Tomàs Giorello            | 100% Cult Comics 77 (Panini Comics)   | Novembre 2009              |
| 49  | Febbraio 2008  | Flesh for the Gods of the Night                                        | Carne per gli dei della notte                                           | Timothy Truman             | Tomàs Giorello                          | José Villarrúbia           | Tomàs Giorello            | 100% Cult Comics 77 (Panini Comics)   | Novembre 2009              |
| 50  | Maggio 2008    | The Hand of Nergal                                                     | La mano di Nergal                                                       | Timothy Truman             | Tomàs Giorello                          | José Villarrúbia           | Tomàs Giorello            | 100% Cult Comics 77 (Panini Comics)   | Novembre 2009              |

Conan the Cimmerian
Lo sceneggiatore della serie è Timothy Truman.
| Nr. | Data           | Titolo                                             | Titolo italiano                                        | Disegni                       | Colori           | Copertine              | Prima edizione italiana               | Data italiana |
| --- | -------------- | -------------------------------------------------- | ------------------------------------------------------ | ----------------------------- | ---------------- | ---------------------- | ------------------------------------- | ------------- |
| 0   | Giugno 2008    | Cimmeria                                           | Cimmeria                                               | Tomás Giorello                | José Villarrubia | Tomás Giorello         | 100% Cult Comics 90 (Panini Comics)   | Marzo 2010    |
| 1   | Luglio 2008    | Hunter's Moon                                      | La luna del cacciatore                                 | Tomás Giorello Richard Corben | José Villarrubia | Frank Cho              | 100% Cult Comics 90 (Panini Comics)   | Marzo 2010    |
| 2   | Agosto 2008    | Mark of the Wolf                                   | Il marchio del lupo                                    | Tomás Giorello Richard Corben | José Villarrubia | Frank Cho              | 100% Cult Comics 90 (Panini Comics)   | Marzo 2010    |
| 3   | Settembre 2008 | Path of Mist                                       | Il sentiero delle tenebre                              | Tomás Giorello Richard Corben | José Villarrubia | Frank Cho              | 100% Cult Comics 90 (Panini Comics)   | Marzo 2010    |
| 4   | Ottobre 2008   | The Skrae                                          | Gli Skrae                                              | Tomás Giorello Richard Corben | José Villarrubia | Frank Cho              | 100% Cult Comics 90 (Panini Comics)   | Marzo 2010    |
| 5   | Novembre 2008  | The Wolf's Promise                                 | La promessa del lupo                                   | Tomás Giorello Richard Corben | José Villarrubia | Frank Cho              | 100% Cult Comics 90 (Panini Comics)   | Marzo 2010    |
| 6   | Dicembre 2008  | Homecoming                                         | Ritorno a casa                                         | Tomás Giorello Richard Corben | José Villarrubia | Frank Cho              | 100% Cult Comics 90 (Panini Comics)   | Marzo 2010    |
| 7   | Gennaio 2009   | Darkness and the Night                             | Il buio e la notte                                     | Tomás Giorello Richard Corben | José Villarrubia | Frank Cho              | 100% Cult Comics 90 (Panini Comics)   | Marzo 2010    |
| 8   | Febbraio 2009  | The Scorpion                                       | Lo scorpione                                           | Tomás Giorello                | José Villarrubia | Joseph Michael Linsner | 100% Panini Comics 8 (Panini Comics)  | Novembre 2010 |
| 9   | Marzo 2009     | The Mercenary                                      | Il mercenario                                          | Tomás Giorello                | José Villarrubia | Joseph Michael Linsner | 100% Panini Comics 8 (Panini Comics)  | Novembre 2010 |
| 10  | Aprile 2009    | The Commander                                      | Il comandante                                          | Tomás Giorello                | José Villarrubia | Joseph Michael Linsner | 100% Panini Comics 8 (Panini Comics)  | Novembre 2010 |
| 11  | Giugno 2009    | The Face on the Coin                               | Il volto sulla moneta                                  | Tomás Giorello                | José Villarrubia | Joseph Michael Linsner | 100% Panini Comics 8 (Panini Comics)  | Novembre 2010 |
| 12  | Luglio 2009    | The Battle of Shamla Pass                          | La battaglia del passo di Shamla                       | Tomás Giorello                | José Villarrubia | Joseph Michael Linsner | 100% Panini Comics 8 (Panini Comics)  | Novembre 2010 |
| 13  | Agosto 2009    | Black Altar                                        | Altare nero                                            | Tomás Giorello                | José Villarrubia | Joseph Michael Linsner | 100% Panini Comics 8 (Panini Comics)  | Novembre 2010 |
| 14  | Settembre 2009 | Home For the Hunt                                  | A casa per la caccia                                   | Joe Kubert Timothy Truman     | José Villarrubia | Joseph Michael Linsner | 100% Panini Comics 41 (Panini Comics) | Agosto 2011   |
| 15  | Novembre 2009  | The Sorrow of Akivasha                             | Il dolore di Akivasha                                  | Paul Lee                      | Paul Lee         | Joseph Michael Linsner | 100% Panini Comics 23 (Panini Comics) | Marzo 2011    |
| 16  | Novembre 2009  | Alliance (Free Companions Part 1 of 3)             | Compagni liberi 1: Alleanza                            | Tomás Giorello                | José Villarrubia | Joseph Michael Linsner | 100% Panini Comics 41 (Panini Comics) | Agosto 2011   |
| 17  | Gennaio 2010   | Deliverance (Free Companions, Part 2 of 3)         | Compagni liberi 2: Liberazione                         | Tomás Giorello                | José Villarrubia | Joseph Michael Linsner | 100% Panini Comics 41 (Panini Comics) | Agosto 2011   |
| 18  | Febbraio 2010  | The Chain (Free Companions Part 3 of 3)            | Compagni liberi 3: La catena                           | Tomás Giorello                | José Villarrubia | Joseph Michael Linsner | 100% Panini Comics 41 (Panini Comics) | Agosto 2011   |
| 19  | Marzo 2010     | Ghosts (Kozaki Part One of Three)                  | Kozaki 1: Fantasmi                                     | Tomás Giorello                | José Villarrubia | Joseph Michael Linsner | 100% Panini Comics 41 (Panini Comics) | Agosto 2011   |
| 20  | Aprile 2010    | Hell or Plunder (Kozaki Part 2 of 3)               | Kozaki 2: Inferno o bottino                            | Tomás Giorello                | José Villarrubia | Cary Nord Dave Stewart | 100% Panini Comics 41 (Panini Comics) | Agosto 2011   |
| 21  | Giugno 2010    | Blood on the Ilbars (Kozaki Part 3 of 3)           | Kozaki 3: Sangue sull'Ilbars                           | Tomás Giorello                | José Villarrubia | Cary Nord Dave Stewart | 100% Panini Comics 41 (Panini Comics) | Agosto 2011   |
| 22  | Luglio 2010    | Iron Shadows in the Moon - Part 1: The island      | Ombre di ferro sulla luna parte 1 - L'isola            | Tomás Giorello Paul Lee       | José Villarrubia | Cary Nord Dave Stewart | 100% Panini Comics 85 (Panini Comics) | Marzo 2012    |
| 23  | Agosto 2010    | Iron Shadows in the Moon - Part 2: Red Brotherhood | Ombre di ferro sulla luna parte 2 - Confraternita      | Tomás Giorello                | José Villarrubia | Tomás Giorello         | 100% Panini Comics 85 (Panini Comics) | Marzo 2012    |
| 24  | Ottobre 2010   | Iron Shadows in the Moon - Part 3: Pirate's Moon   | Ombre di ferro sulla luna parte 3 - La Luna del pirata | Tomás Giorello                | José Villarrubia | Tomás Giorello         | 100% Panini Comics 85 (Panini Comics) | Marzo 2012    |
| 25  | Novembre 2010  | Iron Shadows in the Moon - Part 4: Monsters        | Ombre di ferro sulla luna parte 4 - Mostri             | Tomás Giorello                | José Villarrubia | Tomás Giorello         | 100% Panini Comics 85 (Panini Comics) | Marzo 2012    |

Conan: Road of Kings
Lo sceneggiatore di questa serie è Roy Thomas.
| Nr. | Data           | Titolo                         | Titolo italiano | Disegni        | Colori       | Copertine      | Prima edizione italiana | Data italiana |
| --- | -------------- | ------------------------------ | --------------- | -------------- | ------------ | -------------- | ----------------------- | ------------- |
| 1   | Dicembre 2010  | Senza titolo                   | n/a             | Mike Hawthorne | Dave Stewart | Doug Wheatley  | Inedito                 | n/a           |
| 2   | Gennaio 2011   | Shadizar the Wicked            | n/a             | Mike Hawthorne | Dave Stewart | Doug Wheatley  | Inedito                 | n/a           |
| 3   | Marzo 2011     | Senza titolo                   | n/a             | Mike Hawthorne | Dave Stewart | Doug Wheatley  | Inedito                 | n/a           |
| 4   | Aprile 2011    | Senza titolo                   | n/a             | Mike Hawthorne | Dan Jackson  | Doug Wheatley  | Inedito                 | n/a           |
| 5   | Maggio 2011    | Senza titolo                   | n/a             | Mike Hawthorne | Dan Jackson  | Doug Wheatley  | Inedito                 | n/a           |
| 6   | Giugno 2011    | Senza titolo                   | n/a             | Mike Hawthorne | Dan Jackson  | Doug Wheatley  | Inedito                 | n/a           |
| 7   | Agosto 2011    | Of Princes and Plotters        | n/a             | Mike Hawthorne | Dan Jackson  | Aleksi Briclot | Inedito                 | n/a           |
| 8   | Settembre 2011 | The Horrors Beneath the Stones | n/a             | Mike Hawthorne | Dan Jackson  | Aleksi Briclot | Inedito                 | n/a           |
| 9   | Ottobre 2011   | When Death Takes Wing...       | n/a             | Dan Panosian   | Dan Jackson  | Aleksi Briclot | Inedito                 | n/a           |
| 10  | Novembre 2011  | Is Tarantia Burning?           | n/a             | Dan Panosian   | Dan Jackson  | Aleksi Briclot | Inedito                 | n/a           |
| 11  | Dicembre 2011  | A Cimmerian in Argos           | n/a             | Mike Hawthorne | Dan Jackson  | Aleksi Briclot | Inedito                 | n/a           |
| 12  | Gennaio 2012   | Conan's Day in Court           | n/a             | Mike Hawthorne | Dan Jackson  | Aleksi Briclot | Inedito                 | n/a           |

Robert E. Howard's Savage Sword
Serie antologica contenente storie con protagonisti numerosi personaggi ideati da R. E. Howard. Di seguito sono elencati solo i fumetti con protagonista Conan.
| Nr | Data           | Titolo                                                          | Titolo italiano        | Sceneggiatura       | Disegni          | Colori | Prima edizione italiana                | Data italiana |
| -- | -------------- | --------------------------------------------------------------- | ---------------------- | ------------------- | ---------------- | ------ | -------------------------------------- | ------------- |
| 1  | Dicembre 2010  | Conan and the Jewels of Hesterm                                 | I Gioielli di Hesterm  | Paul Tobin          | Wellington Alves | n/a    | 100% Panini Comics 122 (Panini Comics) | Agosto 2012   |
| 2  | Maggio 2011    | Conan and the Jewels of Hesterm                                 | I Gioielli di Hesterm  | Paul Tobin          | Wellington Alves | n/a    | 100% Panini Comics 122 (Panini Comics) | Agosto 2012   |
| 3  | Ottobre 2011   | Conan and the Jewels of Hesterm                                 | I Gioielli di Hesterm  | Paul Tobin          | Wellington Alves | n/a    | 100% Panini Comics 122 (Panini Comics) | Agosto 2012   |
| 4  | Marzo 2012     | Conan: White Death                                              | La morte bianca        | Pete Doree          | Sean Phillips    | n/a    | Panini Fantasy 12 (Panini Comics)      | Dicembre 2014 |
| 5  | Agosto 2012    | King Conan: Two Birds...                                        | Re Conan: due donne... | Howard Chaykin      | Jesus Aburtov    | n/a    | 100% Panini Comics 202 (Panini Comics) | Giugno 2013   |
| 6  | Novembre 2013  | Conan: Sargasso of Sand                                         | Mare di sabbia         | John Jackson Miller | Philip Tan       | n/a    | 100% Panini Comics 355 (Panini Comics) | Marzo 2015    |
| 6  | Novembre 2013  | Conan: Demons of the summit                                     | n/a                    | Roy Thomas          | Tony DeZuniga    | n/a    | Inedito                                | n/a           |
| 6  | Novembre 2013  | Conan: Child of sorcery                                         | n/a                    | Roy Thomas          | Ernie Chan       | n/a    | Inedito                                | n/a           |
| 7  | Gennaio 2014   | Conan: The Bargain - Thievery and Betrayal In the Land of Shem! | Il contratto           | n/a                 | n/a              | n/a    | 100% Panini Comics 355 (Panini Comics) | Marzo 2015    |
| 8  | Giugno 2014    | Untitled                                                        | n/a                    | John Arcudi         | n/a              | n/a    | Inedito                                | n/a           |
| 9  | Settembre 2014 | Black Colossus                                                  | n/a                    | Roy Thomas          | John Buscema     | n/a    | Inedito                                | n/a           |
| 10 | Aprile 2015    | Untitled                                                        | n/a                    | John Ostrander      | n/a              | n/a    | Inedito                                | n/a           |

King Conan
Una serie di miniserie scritte da Timothy Truman per i disegni di Tomás Giorello e i colori di José Villarrubia che adattano i racconti e il romanzo in cui Conan è re di Aquilonia.
| Nr. | Data           | Titolo                                                     | Titolo italiano                                                | Copertina        | Prima edizione italiana                | Data italiana  |
| --- | -------------- | ---------------------------------------------------------- | -------------------------------------------------------------- | ---------------- | -------------------------------------- | -------------- |
| 1   | Febbraio 2011  | The Scarlet Citadel - Part 1: Chains of Empire             | Le catene dell'impero (la cittadella scarlatta parte 1)        | Gerald Parel     | 100% Panini Comics 122 (Panini Comics) | Agosto 2012    |
| 2   | Marzo 2011     | The Scarlet Citadel - Part 2: The halls of Hell            | Le sale dell'inferno parte 1 (la cittadella scarlatta parte 2) | Darick Robertson | 100% Panini Comics 122 (Panini Comics) | Agosto 2012    |
| 3   | Aprile 2011    | The Scarlet Citadel - Part 3: The halls of Hell            | Le sale dell'inferno parte 2 (la cittadella scarlatta parte 3) | Darick Robertson | 100% Panini Comics 122 (Panini Comics) | Agosto 2012    |
| 4   | Maggio 2011    | The Scarlet Citadel - Part 4: The halls of Hell            | Le sale dell'inferno parte 3 (la cittadella scarlatta parte 4) | Darick Robertson | 100% Panini Comics 122 (Panini Comics) | Agosto 2012    |
| 1   | Gennaio 2012   | The Phoenix on the sword - Part 1: Daggers at my back      | Pugnalato alle spalle (la fenice sulla lama parte 1)           | Andrew Robinson  | 100% Panini Comics 202 (Panini Comics) | Giugno 2013    |
| 2   | Febbraio 2012  | The Phoenix on the sword - Part 2: A gathering of vultures | Una riunione di avvoltoi (la fenice sulla lama parte 2)        | Andrew Robinson  | 100% Panini Comics 202 (Panini Comics) | Giugno 2013    |
| 3   | Marzo 2012     | The Phoenix on the sword - Part 3: A servant for my hate   | Un servitore per il mio odio (la fenice sulla lama parte 3)    | Andrew Robinson  | 100% Panini Comics 202 (Panini Comics) | Giugno 2013    |
| 4   | Aprile 2012    | The Phoenix on the sword - Part 4: Mists of blood          | Nebbie di sangue (la fenice sulla lama parte 4)                | Andrew Robinson  | 100% Panini Comics 202 (Panini Comics) | Giugno 2013    |
| 1   | Maggio 2013    | The Hour of the Dragon                                     | n/a                                                            | Sanjulian        | 100% Panini Comics 300 (Panini Comics) | Giugno 2014    |
| 2   | Giugno 2013    | The Haunts of Hell (The Hour of the Dragon Part 2 of 6)    | n/a                                                            | Gerald Parel     | 100% Panini Comics 300 (Panini Comics) | Giugno 2014    |
| 3   | Luglio 2013    | Zenobia (The Hour of the Dragon Part 3 of 6)               | n/a                                                            | Gerald Parel     | 100% Panini Comics 300 (Panini Comics) | Giugno 2014    |
| 4   | Agosto 2013    | Veil of Witchcraft (The Hour of the Dragon Part 4 of 6)    | n/a                                                            | Gerald Parel     | 100% Panini Comics 300 (Panini Comics) | Giugno 2014    |
| 5   | Settembre 2013 | Swords of the South (The Hour of the Dragon Part 5 of 6)   | n/a                                                            | Gerald Parel     | 100% Panini Comics 300 (Panini Comics) | Giugno 2014    |
| 6   | Ottobre 2013   | Dragon's Fang (The Hour of the Dragon Part 6 of 6)         | n/a                                                            | Gerald Parel     | 100% Panini Comics 300 (Panini Comics) | Giugno 2014    |
| 1   | Febbraio 2014  | The Black Hand of Set                                      | n/a                                                            | Tomás Giorello   | 100% Panini Comics 379 (Panini Comics) | Settembre 2015 |
| 2   | Marzo 2014     | Return of the Corsair                                      | n/a                                                            | Tomás Giorello   | 100% Panini Comics 379 (Panini Comics) | Settembre 2015 |
| 3   | Aprile 2014    | City of Serpents                                           | n/a                                                            | Tomás Giorello   | 100% Panini Comics 379 (Panini Comics) | Settembre 2015 |
| 4   | Maggio 2014    | The Crypt of Akivasha                                      | n/a                                                            | Tomás Giorello   | 100% Panini Comics 379 (Panini Comics) | Settembre 2015 |
| 5   | Giugno 2014    | Acheron Rising!                                            | n/a                                                            | Tomás Giorello   | 100% Panini Comics 379 (Panini Comics) | Settembre 2015 |
| 6   | Luglio 2014    | The Heart of Hell                                          | n/a                                                            | Tomás Giorello   | 100% Panini Comics 379 (Panini Comics) | Settembre 2015 |
| 1   | Dicembre 2015  | Wolves beyond the border - part 1: The iron crown          | La corona di ferro (Lupi oltre il confine parte 1)             | Tomás Giorello   | 100% Panini Comics 462 (Panini Comics) | Settembre 2017 |
| 2   | Gennaio 2016   | Wolves beyond the border - part 2: Dance of fire           | Danza di fuoco (Lupi oltre il confine parte 2)                 | Tomás Giorello   | 100% Panini Comics 462 (Panini Comics) | Settembre 2017 |
| 3   | Febbraio 2016  | Wolves beyond the border - part 3: Child of the wolf       | Figlio del lupo (Lupi oltre il confine parte 3)                | Tomás Giorello   | 100% Panini Comics 462 (Panini Comics) | Settembre 2017 |
| 4   | Marzo 2016     | Wolves beyond the border - part 4: The worms               | I vermi (Lupi oltre il confine parte 4)                        | Tomás Giorello   | 100% Panini Comics 462 (Panini Comics) | Settembre 2017 |

Conan the Barbarian
Lo sceneggiatore unico è Brian Wood che all'interno della serie non solo adatta il racconto La regina della Costa Nera, ma lo espande aggiungendoci storie originali. Il colorista è Dave Stewart mentre il copertinista è Massimo Carnevale.
| Nr. | Data           | Titolo                        | Titolo italiano            | Disegni             | Prima edizione italiana           | Data italiana | Note                                                                         |
| --- | -------------- | ----------------------------- | -------------------------- | ------------------- | --------------------------------- | ------------- | ---------------------------------------------------------------------------- |
| 1   | Febbraio 2012  | Queen of the Black Coast      | La Regina della Costa Nera | Becky Cloonan       | Panini Fantasy 1 (Panini Comics)  | Marzo 2013    | Adattamento del primo capitolo di La regina della Costa Nera                 |
| 2   | Marzo 2012     | Queen of the Black Coast      | La Regina della Costa Nera | Becky Cloonan       | Panini Fantasy 1 (Panini Comics)  | Marzo 2013    | Adattamento del primo capitolo di La regina della Costa Nera                 |
| 3   | Aprile 2012    | Queen of the Black Coast      | La Regina della Costa Nera | Becky Cloonan       | Panini Fantasy 2 (Panini Comics)  | Aprile 2013   | Adattamento del primo capitolo di La regina della Costa Nera                 |
| 4   | Maggio 2012    | The Argos Deception           | Il sotterfugio di Argos    | James Harren        | Panini Fantasy 2 (Panini Comics)  | Aprile 2013   | n/a                                                                          |
| 5   | Giugno 2012    | The Argos Deception           | Il sotterfugio di Argos    | James Harren        | Panini Fantasy 3 (Panini Comics)  | Giugno 2013   | n/a                                                                          |
| 6   | Luglio 2012    | The Argos Deception           | Il sotterfugio di Argos    | James Harren        | Panini Fantasy 3 (Panini Comics)  | Giugno 2013   | n/a                                                                          |
| 7   | Agosto 2012    | Border Fury                   | La furia del confine       | Becky Cloonan       | Panini Fantasy 4 (Panini Comics)  | Agosto 2013   | n/a                                                                          |
| 8   | Settembre 2012 | Border Fury                   | La furia del confine       | Vasilis Lolos       | Panini Fantasy 4 (Panini Comics)  | Agosto 2013   | n/a                                                                          |
| 9   | Ottobre 2012   | Border Fury                   | La furia del confine       | Vasilis Lolos       | Panini Fantasy 5 (Panini Comics)  | Ottobre 2013  | n/a                                                                          |
| 10  | Novembre 2012  | The Death                     | La morte                   | Declan Shalvey      | Panini Fantasy 5 (Panini Comics)  | Ottobre 2013  | n/a                                                                          |
| 11  | Dicembre 2012  | The Death                     | La morte                   | Declan Shalvey      | Panini Fantasy 6 (Panini Comics)  | Dicembre 2013 | n/a                                                                          |
| 12  | Gennaio 2013   | The Death                     | La morte                   | Declan Shalvey      | Panini Fantasy 6 (Panini Comics)  | Dicembre 2013 | n/a                                                                          |
| 13  | Febbraio 2013  | The Woman on the Wall         | La donna sulle mura        | Mirko Colak         | Panini Fantasy 7 (Panini Comics)  | Febbraio 2014 | n/a                                                                          |
| 14  | Marzo 2013     | The Woman on the Wall         | La donna sulle mura        | Mirko Colak         | Panini Fantasy 7 (Panini Comics)  | Febbraio 2014 | n/a                                                                          |
| 15  | Aprile 2013    | The Woman on the Wall         | La donna sulle mura        | Andrea Mutti        | Panini Fantasy 8 (Panini Comics)  | Aprile 2014   | n/a                                                                          |
| 16  | Maggio 2013    | The Nightmare of the Shallows | L'incubo delle secche      | Davide Gianfelice   | Panini Fantasy 8 (Panini Comics)  | Aprile 2014   | n/a                                                                          |
| 17  | Giugno 2013    | The Nightmare of the Shallows | L'incubo delle secche      | Davide Gianfelice   | Panini Fantasy 9 (Panini Comics)  | Giugno 2014   | n/a                                                                          |
| 18  | Luglio 2013    | The Nightmare of the Shallows | L'incubo delle secche      | Davide Gianfelice   | Panini Fantasy 9 (Panini Comics)  | Giugno 2014   | n/a                                                                          |
| 19  | Agosto 2013    | Black Stones                  | n/a                        | Paul Azaceta        | Panini Fantasy 10 (Panini Comics) | Agosto 2014   | n/a                                                                          |
| 20  | Settembre 2013 | Black Stones                  | n/a                        | Paul Azaceta        | Panini Fantasy 10 (Panini Comics) | Agosto 2014   | n/a                                                                          |
| 21  | Ottobre 2013   | Black Stones                  | n/a                        | Paul Azaceta        | Panini Fantasy 11 (Panini Comics) | Ottobre 2014  | n/a                                                                          |
| 22  | Novembre 2013  | The Song of Bêlit             | La canzone di Belit        | Riccardo Burchielli | Panini Fantasy 11 (Panini Comics) | Ottobre 2014  | Adattamento dei capitoli dal secondo al quinto di La regina della Costa Nera |
| 23  | Dicembre 2013  | The Song of Bêlit             | La canzone di Belit        | Riccardo Burchielli | Panini Fantasy 12 (Panini Comics) | Dicembre 2014 | Adattamento dei capitoli dal secondo al quinto di La regina della Costa Nera |
| 24  | Gennaio 2014   | The Song of Bêlit             | La canzone di Belit        | Riccardo Burchielli | Panini Fantasy 12 (Panini Comics) | Dicembre 2014 | Adattamento dei capitoli dal secondo al quinto di La regina della Costa Nera |
| 25  | Febbraio 2014  | The Song of Bêlit             | La canzone di Belit        | Riccardo Burchielli | Panini Fantasy 12 (Panini Comics) | Dicembre 2014 | Adattamento dei capitoli dal secondo al quinto di La regina della Costa Nera |

Conan the Avenger
Lo sceneggiatore di questa serie è Fred Van Lente mentre il colorista è Michael Atiyeh.
| Nr. | Data           | Titolo                | Titolo italiano      | Disegni              | Copertine                         | Prima edizione italiana                | Data italiana  |
| --- | -------------- | --------------------- | -------------------- | -------------------- | --------------------------------- | -------------------------------------- | -------------- |
| 1   | Aprile 2014    | Shadows Over Kush     | n/a                  | Brian Ching          | Iain McCaig                       | 100% Panini Comics 397 (Panini Comics) | Marzo 2016     |
| 2   | Maggio 2014    | Shadows Over Kush     | n/a                  | Brian Ching          | Kilian Plunkett                   | 100% Panini Comics 397 (Panini Comics) | Marzo 2016     |
| 3   | Giugno 2014    | Shadows Over Kush     | n/a                  | Brian Ching          | Philip Tan and Romulo Fajardo Jr. | 100% Panini Comics 397 (Panini Comics) | Marzo 2016     |
| 4   | Luglio 2014    | Shadows Over Kush     | n/a                  | Eduardo Francisco    | Fiona Staples                     | 100% Panini Comics 397 (Panini Comics) | Marzo 2016     |
| 5   | Agosto 2014    | Shadows Over Kush     | n/a                  | Eduardo Francisco    | Dan Scott                         | 100% Panini Comics 397 (Panini Comics) | Marzo 2016     |
| 6   | Settembre 2014 | Shadows Over Kush     | n/a                  | Eduardo Francisco    | Daryl Mandryk                     | 100% Panini Comics 397 (Panini Comics) | Marzo 2016     |
| 7   | Ottobre 2014   | The Damned Horde      | L'Orda dannata parte | Brian Ching          | Daryl Mandryk                     | 100% Panini Comics 414 (Panini Comics) | Settembre 2016 |
| 8   | Novembre 2014  | The Damned Horde      | L'Orda dannata parte | Brian Ching          | John Picacio                      | 100% Panini Comics 414 (Panini Comics) | Settembre 2016 |
| 9   | Dicembre 2014  | The Damned Horde      | L'Orda dannata parte | Brian Ching          | Steve Ellis                       | 100% Panini Comics 414 (Panini Comics) | Settembre 2016 |
| 10  | Gennaio 2015   | The Damned Horde      | L'Orda dannata parte | Brian Ching          | Anthony Palumbo                   | 100% Panini Comics 414 (Panini Comics) | Settembre 2016 |
| 11  | Febbraio 2015  | The Damned Horde      | L'Orda dannata parte | Brian Ching          | Jason Felix                       | 100% Panini Comics 414 (Panini Comics) | Settembre 2016 |
| 12  | Marzo 2015     | The Damned Horde      | L'Orda dannata parte | Brian Ching          | Dan Scott                         | 100% Panini Comics 414 (Panini Comics) | Settembre 2016 |
| 13  | Aprile 2015    | Xuthal of the Dusk    | n/a                  | Guiu Vilanova        | Eric Powell                       | 100% Panini Comics 436 (Panini Comics) | Marzo 2017     |
| 14  | Maggio 2015    | Xuthal of the Dusk    | n/a                  | Guiu Vilanova        | Eric Powell                       | 100% Panini Comics 436 (Panini Comics) | Marzo 2017     |
| 15  | Giugno 2015    | Xuthal of the Dusk    | n/a                  | Guiu Vilanova        | Eric Powell                       | 100% Panini Comics 436 (Panini Comics) | Marzo 2017     |
| 16  | Luglio 2015    | Blood Oasis           | n/a                  | Brian Ching          | Jason Felix                       | 100% Panini Comics 436 (Panini Comics) | Marzo 2017     |
| 17  | Agosto 2015    | Blood Oasis           | n/a                  | Brian Ching          | Jason Felix                       | 100% Panini Comics 436 (Panini Comics) | Marzo 2017     |
| 18  | Settembre 2015 | Blood Oasis           | n/a                  | Brian Ching          | Jason Felix                       | 100% Panini Comics 436 (Panini Comics) | Marzo 2017     |
| 19  | Ottobre 2015   | Blood Oasis           | n/a                  | Brian Ching          | Jason Felix                       | 100% Panini Comics 436 (Panini Comics) | Marzo 2017     |
| 20  | Novembre 2015  | A Witch Shall Be Born | n/a                  | Brian Ching          | Paul Renaud                       | Inedito                                | n/a            |
| 21  | Dicembre 2015  | A Witch Shall Be Born | n/a                  | Jose Luis Andy Owens | Paul Renaud                       | Inedito                                | n/a            |
| 22  | Gennaio 2016   | A Witch Shall Be Born | n/a                  | Brian Ching          | Paul Renaud                       | Inedito                                | n/a            |
| 23  | Febbraio 2016  | A Witch Shall Be Born | n/a                  | Brian Ching          | Paul Renaud                       | Inedito                                | n/a            |
| 24  | Marzo 2016     | A Witch Shall Be Born | n/a                  | Brian Ching          | Paul Renaud                       | Inedito                                | n/a            |
| 25  | Aprile 2016    | A Witch Shall Be Born | n/a                  | Brian Ching          | Simon Bisley                      | Inedito                                | n/a            |

Conan the Slayer
Lo sceneggiatore di questo serie è Cullen Bunn.
| Nr | Data           | Titolo            | Titolo italiano | Disegni       | Colori                      | Copertine        | Prima edizione italiana | Data italiana |
| -- | -------------- | ----------------- | --------------- | ------------- | --------------------------- | ---------------- | ----------------------- | ------------- |
| 1  | Luglio 2016    | Blood in His Wake | n/a             | Sergio Davila | Michael Atiyeh Dave Stewart | Lee Bermejo      | Inedito                 | n/a           |
| 2  | Agosto 2016    | Blood in His Wake | n/a             | Sergio Davila | Michael Atiyeh              | Sergio Davila    | Inedito                 | n/a           |
| 3  | Settembre 2016 | Blood in His Wake | n/a             | Sergio Davila | Michael Atiyeh              | Admira Wijaya    | Inedito                 | n/a           |
| 4  | Ottobre 2016   | Blood in His Wake | n/a             | Sergio Davila | Michael Atiyeh              | Admira Wijaya    | Inedito                 | n/a           |
| 5  | Novembre 2016  | Blood in His Wake | n/a             | Sergio Davila | Michael Atiyeh              | Admira Wijaya    | Inedito                 | n/a           |
| 6  | Gennaio 2017   | Blood in His Wake | n/a             | Sergio Davila | Michael Atiyeh              | Admira Wijaya    | Inedito                 | n/a           |
| 7  | Marzo 2017     | The Devil in Iron | n/a             | Sergio Davila | Michael Atiyeh              | Admira Wijaya    | Inedito                 | n/a           |
| 8  | Aprile 2017    | The Devil in Iron | n/a             | Sergio Davila | Michael Atiyeh              | Admira Wijaya    | Inedito                 | n/a           |
| 9  | Maggio 2017    | The Devil in Iron | n/a             | Sergio Davila | Michael Atiyeh              | Phroilan Gardner | Inedito                 | n/a           |
| 10 | Giugno 2017    | The Devil in Iron | n/a             | Sergio Davila | Michael Atiyeh              | Phroilan Gardner | Inedito                 | n/a           |
| 11 | Luglio 2017    | The Devil in Iron | n/a             | Sergio Davila | Michael Atiyeh              | Thomas Grindberg | Inedito                 | n/a           |
| 12 | Agosto 2017    | The Devil in Iron | n/a             | Dheeraj Verma | Michael Atiyeh              | Phroilan Gardner | Inedito                 | n/a           |

Conan (miniserie e albi autoconclusivi)
| Data           | Titolo                                                   | Titolo                                       | Titolo italiano                                           | Sceneggiatura                    | Disegni                         | Colori                                      | Copertina                       | Prima edizione italiana                          | Data italiana |
| -------------- | -------------------------------------------------------- | -------------------------------------------- | --------------------------------------------------------- | -------------------------------- | ------------------------------- | ------------------------------------------- | ------------------------------- | ------------------------------------------------ | ------------- |
| Ottobre 2004   | Conan and the Daughters of Midora                        | Conan and the Daughters of Midora            | Conan e le figlie di Midora                               | Jimmy Palmiotti                  | Mark Texeira                    | Michelle Madsen                             | Mark Texeira                    | 100% Cult Comics 21 (Panini Comics)              | Ottobre 2007  |
| Aprile 2005    | Conan and the Jewels of Gwahlur                          | Paths of intrigue                            | I sentieri dell'intrigo (I gioielli di Gwahlur parte 1)   | P. Craig Russell                 | P. Craig Russell                | Lovern Kindzierski                          | P. Craig Russell                | 100% Cult Comics 21 (Panini Comics)              | Ottobre 2007  |
| Aprile 2005    | Conan and the Jewels of Gwahlur                          | A goddes awakens                             | Una dea si risveglia (I gioielli di Gwahlur parte 2)      | P. Craig Russell                 | P. Craig Russell                | Lovern Kindzierski                          | P. Craig Russell                | 100% Cult Comics 21 (Panini Comics)              | Ottobre 2007  |
| Maggio 2005    | Conan and the Jewels of Gwahlur                          | The return of oracle                         | Il ritorno dell'oracolo (I gioielli di Gwahlur parte 3)   | P. Craig Russell                 | P. Craig Russell                | Lovern Kindzierski                          | P. Craig Russell                | 100% Cult Comics 21 (Panini Comics)              | Ottobre 2007  |
| Maggio 2005    | Conan and the Jewels of Gwahlur                          | The teeth of Gwahlur                         | I denti di Gwahlur (I gioielli di Gwahlur parte 4)        | P. Craig Russell                 | P. Craig Russell                | Lovern Kindzierski                          | P. Craig Russell                | 100% Cult Comics 21 (Panini Comics)              | Ottobre 2007  |
| Giugno 2005    | Conan and the Jewels of Gwahlur                          | The teeth of Gwahlur!                        | I denti di Gwahlur! (I gioielli di Gwahlur parte 5)       | P. Craig Russell                 | P. Craig Russell                | Lovern Kindzierski                          | P. Craig Russell                | 100% Cult Comics 21 (Panini Comics)              | Ottobre 2007  |
| Ottobre 2005   | Conan and the Demons of Khitai                           | Culture shock                                | Shock culturale (I demoni di Khitai parte 1)              | Akira Yoshida                    | Paul Lee                        | Paul Lee                                    | Pat Lee                         | 100% Cult Comics 28 (Panini Comics)              | Marzo 2008    |
| Novembre 2005  | Conan and the Demons of Khitai                           | Brothers in arms                             | Compagni d'arme (I demoni di Khitai parte 2)              | Akira Yoshida                    | Paul Lee                        | Paul Lee                                    | Pat Lee                         | 100% Cult Comics 28 (Panini Comics)              | Marzo 2008    |
| Dicembre 2005  | Conan and the Demons of Khitai                           | The beasts of the East                       | Bestie dell'Est (I demoni di Khitai parte 3)              | Akira Yoshida                    | Paul Lee                        | Paul Lee                                    | Pat Lee                         | 100% Cult Comics 28 (Panini Comics)              | Marzo 2008    |
| Gennaio 2006   | Conan and the Demons of Khitai                           | The power of the priestess                   | Il potere della sacerdotessa (I demoni di Khitai parte 4) | Akira Yoshida                    | Paul Lee                        | Paul Lee                                    | Pat Lee                         | 100% Cult Comics 28 (Panini Comics)              | Marzo 2008    |
| Marzo 2006     | Conan: The Book of Thoth                                 | The Serpent Slumbers                         | n/a                                                       | Kurt Busiek e Len Wein           | Kelley Jones                    | Michelle Madsen                             | Kelley Jones                    | Conan di Kurt Busiek & Cary Nord (Panini Comics) | Ottobre 2021  |
| Aprile 2006    | Conan: The Book of Thoth                                 | The Serpent Stirs                            | n/a                                                       | Kurt Busiek e Len Wein           | Kelley Jones                    | Michelle Madsen                             | Kelley Jones                    | Conan di Kurt Busiek & Cary Nord (Panini Comics) | Ottobre 2021  |
| Maggio 2006    | Conan: The Book of Thoth                                 | The Serpent Rises                            | n/a                                                       | Kurt Busiek e Len Wein           | Kelley Jones                    | Michelle Madsen                             | Kelley Jones                    | Conan di Kurt Busiek & Cary Nord (Panini Comics) | Ottobre 2021  |
| Giugno 2006    | Conan: The Book of Thoth                                 | The Serpent Strikes                          | n/a                                                       | Kurt Busiek e Len Wein           | Kelley Jones                    | Michelle Madsen                             | Kelley Jones                    | Conan di Kurt Busiek & Cary Nord (Panini Comics) | Ottobre 2021  |
| Maggio 2006    | Conan: The Spear                                         | Conan: The Spear                             | La lancia                                                 | Timothy Truman                   | Paul Lee                        | Dave Stewart                                | Paul Lee                        | 100% Panini Comics 23 (Panini Comics)            | Marzo 2011    |
| Luglio 2006    | Conan and the Songs of the Dead                          | The root of all evil                         | Le radici di tutti i mali                                 | Joe R. Lansdale                  | Timothy Truman                  | Dave Stewart                                | Timothy Truman                  | 100% Cult Comics 62 (Panini Comics)              | Giugno 2009   |
| Agosto 2006    | Conan and the Songs of the Dead                          | The ring of fire                             | L'anello di fuoco                                         | Joe R. Lansdale                  | Timothy Truman                  | Dave Stewart                                | Timothy Truman                  | 100% Cult Comics 62 (Panini Comics)              | Giugno 2009   |
| Settembre 2006 | Conan and the Songs of the Dead                          | The eye of the demon                         | L'occhio del demone                                       | Joe R. Lansdale                  | Timothy Truman                  | Dave Stewart                                | Timothy Truman                  | 100% Cult Comics 62 (Panini Comics)              | Giugno 2009   |
| Ottobre 2006   | Conan and the Songs of the Dead                          | Lair of the worm                             | L'antro del verme                                         | Joe R. Lansdale                  | Timothy Truman                  | Dave Stewart                                | Timothy Truman                  | 100% Cult Comics 62 (Panini Comics)              | Giugno 2009   |
| Novembre 2006  | Conan and the Songs of the Dead                          | Dark Gods                                    | Dei oscuri                                                | Joe R. Lansdale                  | Timothy Truman                  | Dave Stewart                                | Timothy Truman                  | 100% Cult Comics 62 (Panini Comics)              | Giugno 2009   |
| Luglio 2006    | Conan Funcom Special "Age of Conan: Hyborian Adventures" | The Age of Conan                             | L'era di Conan                                            | Joshua Dysart                    | Tone Rodriguez                  | Michelle Madsen                             | Cary Nord                       | 100% Cult Comics 102 (Panini Comics)             | Luglio 2010   |
| Luglio 2006    | Conan Funcom Special "Age of Conan: Hyborian Adventures" | The Road of Kings                            | n/a                                                       | Timothy Truman                   | Cary Nord                       | Dave Stewart                                | Cary Nord                       | Inedito                                          | n/a           |
| Gennaio 2007   | Conan and the Midnight God                               | Conan and the Midnight God                   | Il dio della mezzanotte                                   | Joshua Dysart                    | Will Conrad                     | Juan Ferreyra                               | Jason Shawn Alexander           | 100% Cult Comics 102 (Panini Comics)             | Luglio 2010   |
| Febbraio 2007  | Conan and the Midnight God                               | Conan and the Midnight God                   | Il dio della mezzanotte                                   | Joshua Dysart                    | Will Conrad                     | Juan Ferreyra                               | Jason Shawn Alexander           | 100% Cult Comics 102 (Panini Comics)             | Luglio 2010   |
| Aprile 2007    | Conan and the Midnight God                               | Conan and the Midnight God                   | Il dio della mezzanotte                                   | Joshua Dysart                    | Will Conrad                     | Juan Ferreyra                               | Jason Shawn Alexander           | 100% Cult Comics 102 (Panini Comics)             | Luglio 2010   |
| Giugno 2007    | Conan and the Midnight God                               | Conan and the Midnight God                   | Il dio della mezzanotte                                   | Joshua Dysart                    | Will Conrad                     | Juan Ferreyra                               | Jason Shawn Alexander           | 100% Cult Comics 102 (Panini Comics)             | Luglio 2010   |
| Luglio 2007    | Conan and the Midnight God                               | Conan and the Midnight God                   | Il dio della mezzanotte                                   | Joshua Dysart                    | Will Conrad                     | Juan Ferreyra                               | Jason Shawn Alexander           | 100% Cult Comics 102 (Panini Comics)             | Luglio 2010   |
| Giugno 2008    | Conan: Trophy                                            | Conan: Trophy                                | Il trofeo                                                 | Benjamin Truman & Timothy Truman | Marian Churchland               | Marian Churchland                           | n/a                             | 100% Panini Comics 355 (Panini Comics)           | Marzo 2015    |
| Novembre 2009  | Conan and the Mad King of Gaul (Part 1)                  | Conan and the Mad King of Gaul (Part 1)      | n/a                                                       | Darick Robertson                 | Darick Robertson                | Tony Avina                                  | n/a                             | Inedito                                          | n/a           |
| Dicembre 2009  | Conan and the Mad King of Gaul (Part 2)                  | Conan and the Mad King of Gaul (Part 2)      | n/a                                                       | Darick Robertson                 | Darick Robertson                | Tony Avina                                  | n/a                             | Inedito                                          | n/a           |
| Gennaio 2010   | Conan: The Weight of the Crown                           | Conan: The Weight of the Crown               | Il peso della corona                                      | Darick Robertson                 | Darick Robertson                | Tony Avina                                  | Darick Robertson                | 100% Panini Comics 23 (Panini Comics)            | Marzo 2011    |
| Novembre 2010  | Conan: Kiss of the Undead                                | Conan: Kiss of the Undead                    | Conan e il bacio del non morto                            | Ron Marz                         | Bart Sears                      | Mark Roberts                                | n/a                             | 100% Panini Comics 202 (Panini Comics)           | Giugno 2013   |
| Giugno 2011    | Conan: Island of No Return                               | Conan: Island of No Return                   | L'isola del non ritorno                                   | Ron Marz                         | Bart Sears                      | Mark Roberts                                | Michael Kutsche                 | 100% Panini Comics 85 (Panini Comics)            | Marzo 2012    |
| Luglio 2011    | Conan: Island of No Return                               | Conan: Island of No Return                   | L'isola del non ritorno                                   | Ron Marz                         | Bart Sears                      | Mark Roberts                                | Michael Kutsche                 | 100% Panini Comics 85 (Panini Comics)            | Marzo 2012    |
| Luglio 2011    | Conan the Barbarian: The Mask of Acheron                 | Conan the Barbarian: The Mask of Acheron     | n/a                                                       | Stuart Moore                     | Gabriel Guzman                  | Michelle Madsen                             | Gabriel Guzman                  | Inedito                                          | n/a           |
| Agosto 2012    | Conan: Childredn of the Sun                              | Conan: Childredn of the Sun                  | I figli del sole                                          | Michael Avon Oeming              | Michael Avon Oeming             | n/a                                         | n/a                             | 100% Panini Comics 355 (Panini Comics)           | Marzo 2015    |
| Ottobre 2012   | Conan: The Phantoms of the Black Coast                   | King Conan: Two Birds                        | I fantasmi della costa nera                               | Victor Gischler                  | Attila Futaki                   | Jok                                         | Attila Futaki                   | 100% Panini Comics 423 (Panini Comics)           | Dicembre 2016 |
| Novembre 2012  | Conan: The Phantoms of the Black Coast                   | Conan: White Death                           | I fantasmi della costa nera                               | Victor Gischler                  | Attila Futaki                   | Jok                                         | Attila Futaki                   | 100% Panini Comics 423 (Panini Comics)           | Dicembre 2016 |
| Dicembre 2012  | Conan: The Phantoms of the Black Coast                   | Conan: The Jewels of Hesterm, Part 1         | I fantasmi della costa nera                               | Victor Gischler                  | Attila Futaki                   | Jok                                         | Attila Futaki                   | 100% Panini Comics 423 (Panini Comics)           | Dicembre 2016 |
| Gennaio 2012   | Conan: The Phantoms of the Black Coast                   | Conan: The Jewels of Hesterm, Part 2         | I fantasmi della costa nera                               | Victor Gischler                  | Attila Futaki                   | Jok                                         | Attila Futaki                   | 100% Panini Comics 423 (Panini Comics)           | Dicembre 2016 |
| Febbraio 2012  | Conan: The Phantoms of the Black Coast                   | Conan: The Jewels of Hesterm, Part 3         | I fantasmi della costa nera                               | Victor Gischler                  | Attila Futaki                   | Jok                                         | Attila Futaki                   | 100% Panini Comics 423 (Panini Comics)           | Dicembre 2016 |
| Ottobre 2013   | Conan and the People of the Black Circle                 | Conan and the People of the Black Circle     | Gli accoliti del cerchio nero                             | Fred Van Lente                   | Ariel Olivetti                  | Ariel Olivetti                              | Ariel Olivetti                  | 100% Panini Comics 355 (Panini Comics)           | Marzo 2015    |
| Novembre 2013  | Conan and the People of the Black Circle                 | Conan and the People of the Black Circle     | Gli accoliti del cerchio nero                             | Fred Van Lente                   | Ariel Olivetti                  | Ariel Olivetti                              | Ariel Olivetti                  | 100% Panini Comics 355 (Panini Comics)           | Marzo 2015    |
| Dicembre 2013  | Conan and the People of the Black Circle                 | Conan and the People of the Black Circle     | Gli accoliti del cerchio nero                             | Fred Van Lente                   | Ariel Olivetti                  | Ariel Olivetti                              | Ariel Olivetti                  | 100% Panini Comics 355 (Panini Comics)           | Marzo 2015    |
| Gennaio 2014   | Conan and the People of the Black Circle                 | Conan and the People of the Black Circle     | Gli accoliti del cerchio nero                             | Fred Van Lente                   | Ariel Olivetti                  | Ariel Olivetti                              | Ariel Olivetti                  | 100% Panini Comics 355 (Panini Comics)           | Marzo 2015    |
| Luglio 2014    | Groo vs. Conan                                           | Groo vs. Conan                               | n/a                                                       | Mark Evanier e Sergio Aragonés   | Sergio Aragonés e Thomas Yeates | Tom Luth                                    | Sergio Aragonés e Thomas Yeates | Inedito                                          | n/a           |
| Agosto 2014    | Groo vs. Conan                                           | Groo vs. Conan                               | n/a                                                       | Mark Evanier e Sergio Aragonés   | Sergio Aragonés e Thomas Yeates | Tom Luth                                    | Sergio Aragonés e Thomas Yeates | Inedito                                          | n/a           |
| Settembre 2014 | Groo vs. Conan                                           | Groo vs. Conan                               | n/a                                                       | Mark Evanier e Sergio Aragonés   | Sergio Aragonés e Thomas Yeates | Lovern Kindzierski                          | Sergio Aragonés e Thomas Yeates | Inedito                                          | n/a           |
| Ottobre 2014   | Groo vs. Conan                                           | Groo vs. Conan                               | n/a                                                       | Mark Evanier e Sergio Aragonés   | Sergio Aragonés e Thomas Yeates | Tom Luth                                    | Sergio Aragonés e Thomas Yeates | Inedito                                          | n/a           |
| Gennaio 2015   | Conan/Red Sonja                                          | The Age of Innocence                         | L'Età dell'Innocenza                                      | Gail Simone e Jim Zub            | Dan Panosian                    | Dave Stewart                                | Dan Panosian                    | 100% Panini Comics 451 (Panini Comics)           | Maggio 2017   |
| Febbraio 2015  | Conan/Red Sonja                                          | The Age of Adventure                         | L'Età dell'Innocenza                                      | Gail Simone e Jim Zub            | Dan Panosian                    | Dave Stewart                                | Dan Panosian                    | 100% Panini Comics 451 (Panini Comics)           | Maggio 2017   |
| Marzo 2015     | Conan/Red Sonja                                          | The Age of War                               | L'Età dell'Innocenza                                      | Gail Simone e Jim Zub            | Randy Green                     | Dave Stewart                                | Dan Panosian                    | 100% Panini Comics 451 (Panini Comics)           | Maggio 2017   |
| Aprile 2015    | Conan/Red Sonja                                          | The Age of Death                             | L'Età dell'Innocenza                                      | Gail Simone e Jim Zub            | Randy Green                     | Dave Stewart                                | Dan Panosian                    | 100% Panini Comics 451 (Panini Comics)           | Maggio 2017   |
| Agosto 2015    | Red Sonja/Conan                                          | The City of Enshophur in the Country of Koth | Il sangue di un dio                                       | Victor Gischler                  | Roberto Castro                  | Alex Guimaraes                              | Alex Ross                       | 100% Panini Comics 476 (Panini Comics)           | Dicembre 2017 |
| Settembre 2015 | Red Sonja/Conan                                          | Senza titolo                                 | Il sangue di un dio                                       | Victor Gischler                  | Roberto Castro                  | Alex Guimaraes                              | Ed Benes                        | 100% Panini Comics 476 (Panini Comics)           | Dicembre 2017 |
| Ottobre 2015   | Red Sonja/Conan                                          | Senza titolo                                 | Il sangue di un dio                                       | Victor Gischler                  | Roberto Castro                  | Alex Guimaraes                              | Ed Benes                        | 100% Panini Comics 476 (Panini Comics)           | Dicembre 2017 |
| Novembre 2015  | Red Sonja/Conan                                          | Senza titolo                                 | Il sangue di un dio                                       | Victor Gischler                  | Roberto Castro                  | Alex Guimaraes                              | Ed Benes                        | 100% Panini Comics 476 (Panini Comics)           | Dicembre 2017 |
| Aprile 2016    | Conan: The Swamp King                                    | Conan: The Swamp King                        | n/a                                                       | Aaron Lopresti                   | Aaron Lopresti                  | Hi-Fi Colour Design                         | Aaron Lopresti                  | Inedito                                          | n/a           |
| Novembre 2017  | Wonder Woman/Conan                                       | A Crow without Mercy                         | Wonder Woman e Conan                                      | Gail Simone                      | Aaron Lopresti                  | Wendy Broome (e Tony Aviña nel quarto albo) | Darick Robertson                | DC Miniserie 54 (Rw Lion)                        | Gennaio 2019  |
| Dicembre 2017  | Wonder Woman/Conan                                       | Blade and Bracelets, Blood and Sand          | Wonder Woman e Conan                                      | Gail Simone                      | Aaron Lopresti                  | Wendy Broome (e Tony Aviña nel quarto albo) | Darick Robertson                | DC Miniserie 54 (Rw Lion)                        | Gennaio 2019  |
| Gennaio 2018   | Wonder Woman/Conan                                       | The Dance of Wicked Crows                    | Wonder Woman e Conan                                      | Gail Simone                      | Aaron Lopresti                  | Wendy Broome (e Tony Aviña nel quarto albo) | Darick Robertson                | DC Miniserie 54 (Rw Lion)                        | Gennaio 2019  |
| Febbraio 2018  | Wonder Woman/Conan                                       | War and the Wind Rider                       | Wonder Woman e Conan                                      | Gail Simone                      | Aaron Lopresti                  | Wendy Broome (e Tony Aviña nel quarto albo) | Darick Robertson                | DC Miniserie 54 (Rw Lion)                        | Gennaio 2019  |
| Marzo 2018     | Wonder Woman/Conan                                       | Like Blood from the Sky                      | Wonder Woman e Conan                                      | Gail Simone                      | Aaron Lopresti                  | Wendy Broome (e Tony Aviña nel quarto albo) | Darick Robertson                | DC Miniserie 54 (Rw Lion)                        | Gennaio 2019  |
| Aprile 2018    | Wonder Woman/Conan                                       | A Feast of Forbidden Flesh                   | Wonder Woman e Conan                                      | Gail Simone                      | Aaron Lopresti                  | Wendy Broome (e Tony Aviña nel quarto albo) | Darick Robertson                | DC Miniserie 54 (Rw Lion)                        | Gennaio 2019  |
| Gennaio 2017   | Conan Exiles                                             | Conan Exiles                                 | n/a                                                       | Michael Moreci                   | José Luis                       | Michael Atiyeh                              | Anders Finer e Gavin Whelan     | Inedito                                          | n/a           |

### Titan Comics
Conan the Barbarian
| Nr. | Data           | TItolo                   | TItolo                           | Titolo italiano               | Titolo italiano                   | Sceneggiatura | Disegni             | Colori           | Copertine           | Edizione italiana                   | Data italiana |
| --- | -------------- | ------------------------ | -------------------------------- | ----------------------------- | --------------------------------- | ------------- | ------------------- | ---------------- | ------------------- | ----------------------------------- | ------------- |
| 0   | Maggio 2023    | Looking for lands beyond | Looking for lands beyond         | Alla ricerca di terre lontane | Alla ricerca di terre lontane     | Jim Zub       | Roberto De La Torre | José Villarrubia | Roberto De La Torre | Conan il Barbaro 1 (Panini Comics)  | Novembre 2023 |
| 1   | Agosto 2023    | Bound in Black Stone     | Scourge of the Dead              | Il tormento della Pietra Nera | Il flagello di morti              | Jim Zub       | Roberto De La Torre | José Villarrubia | Dan Panosian        | Conan il Barbaro 1 (Panini Comics)  | Novembre 2023 |
| 2   | Agosto 2023    | Bound in Black Stone     | Homeland!                        | Il tormento della Pietra Nera | Terra natia                       | Jim Zub       | Roberto De La Torre | Dean White       | Alan Quah           | Conan il Barbaro 1 (Panini Comics)  | Novembre 2023 |
| 3   | Settembre 2023 | Bound in Black Stone     | The fortress                     | Il tormento della Pietra Nera | La fortezza                       | Jim Zub       | Roberto De La Torre | Dean White       | Doug Braithwaite    | Conan il Barbaro 2 (Panini Comics)  | Febbraio 2024 |
| 4   | Ottobre 2023   | Bound in Black Stone     | Vengeance of the Lost            | Il tormento della Pietra Nera | La vendetta dei Perduti           | Jim Zub       | Roberto De La Torre | Dean White       | Roberto De La Torre | Conan il Barbaro 2 (Panini Comics)  | Febbraio 2024 |
| 5   | Novembre 2023  | Thrice Marked for Death! | The Heist                        | Marchiato a morte!            | Il Furto                          | Jim Zub       | Doug Braithwaite    | Diego Rodriguez  | Mike Deodato Jr.    | Conan il Barbaro 3 (Panini Comics)  | Aprile 2024   |
| 6   | Gennaio 2023   | Thrice Marked for Death! | The Cursed                       | Marchiato a morte!            | Il Maledetto                      | Jim Zub       | Doug Braithwaite    | Diego Rodriguez  | Jae Lee             | Conan il Barbaro 3 (Panini Comics)  | Aprile 2024   |
| 7   | Febbraio 2024  | Thrice Marked for Death! | Haunted                          | Marchiato a morte!            | Possessione                       | Jim Zub       | Doug Braithwaite    | Diego Rodriguez  | Alex Horley         | Conan il Barbaro 4 (Panini Comics)  | Giugno 2024   |
| 8   | Febbraio 2024  | Thrice Marked for Death! | Sacrifice                        | Marchiato a morte!            | Sacrificio                        | Jim Zub       | Doug Braithwaite    | Diego Rodriguez  | Ashley Izienicki    | Conan il Barbaro 4 (Panini Comics)  | Giugno 2024   |
| 9   | Marzo 2024     | The Age Unconquered      | Suffer not the King of Wonders   | L'era indomita                | Attenti al Re delle meraviglie!   | Jim Zub       | Roberto De La Torre | Dean White       | Mike Deodato Jr.    | Conan il Barbaro 5 (Panini Comics)  | Agosto 2024   |
| 10  | Aprile 2024    | The Age Unconquered      | Far shores & fearless men        | L'era indomita                | Sponde lontane e uomini intrepidi | Jim Zub       | Roberto De La Torre | Diego Rodriguez  | Alan Quah           | Conan il Barbaro 5 (Panini Comics)  | Agosto 2024   |
| 11  | Maggio 2024    | The Age Unconquered      | Call from the depths             | L'era indomita                | Chiamata dagli abissi             | Jim Zub       | Roberto De La Torre | Diego Rodriguez  | Alex Horley         | Conan il Barbaro 6 (Panini Comics)  | Ottobre 2024  |
| 12  | Luglio 2024    | The Age Unconquered      | Terror undreamed of!             | L'era indomita                | Terrore impossibile               | Jim Zub       | Roberto De La Torre | Diego Rodriguez  | Jeffrey Alan Love   | Conan il Barbaro 6 (Panini Comics)  | Ottobre 2024  |
| 13  | Luglio 2024    | Frozen Faith             | Cold comfort                     | Gelida fede                   | Freddo conforto                   | Jim Zub       | Doug Braithwaite    | Diego Rodriguez  | Dan Panosian        | Conan il Barbaro 7 (Panini Comics)  | Dicembre 2024 |
| 14  | Agosto 2024    | Frozen Faith             | The Daughter's Gaze              | Gelida fede                   | Lo sguardo della figlia           | Jim Zub       | Doug Braithwaite    | Diego Rodriguez  | Jae Lee             | Conan il Barbaro 7 (Panini Comics)  | Dicembre 2024 |
| 15  | Settembre 2024 | Frozen Faith             | Gods Of The North                | Gelida fede                   | Gli Dei del Nord                  | Jim Zub       | Doug Braithwaite    | Diego Rodriguez  | Mahmud Asrar        | Conan il Barbaro 8 (Panini Comics)  | Febbraio 2025 |
| 16  | Ottobre 2024   | Frozen Faith             | The Hidden World                 | Gelida fede                   | Il mondo nascosto                 | Jim Zub       | Doug Braithwaite    | Diego Rodriguez  | Colleen Doran       | Conan il Barbaro 8 (Panini Comics)  | Febbraio 2025 |
| 17  | Dicembre 2024  | Twisting Loyalties       | Fangs & Foolish Thieves (part 1) | Alleanze instabili            | n/a                               | Jim Zub       | Danica Brine        | Jão Canola       | Roberto De La Torre | Conan il Barbaro 11 (Panini Comics) | Agosto 2025   |
| 18  | Febbraio 2025  | Twisting Loyalties       | Fangs & Foolish Thieves (part 2) | Alleanze instabili            | n/a                               | Jim Zub       | Danica Brine        | Jão Canola       | Darick Robertson    | Conan il Barbaro 11 (Panini Comics) | Agosto 2025   |
| 19  | Marzo 2025     | Twisting Loyalties       | Hunted                           | Alleanze instabili            | n/a                               | Jim Zub       | Doug Braithwaite    | Diego Rodriguez  | Roberto De La Torre | Inedito                             | n/a           |
| 20  | Aprile 2025    | Twisting Loyalties       | Purged                           | Alleanze instabili            | n/a                               | Jim Zub       | Doug Braithwaite    | Diego Rodriguez  | Roberto De La Torre | Inedito                             | n/a           |
| 21  | Giugno 2025    | A Nest of Serpents       | Slaves of the Magi               | n/a                           | n/a                               | Jim Zub       | Fernando Dagnino    | Diego Rodriguez  | Dan Panosian        | Inedito                             | n/a           |
| 22  | Luglio 2025    | A Nest of Serpents       | Diamond in the Dirt              | n/a                           | n/a                               | Jim Zub       | Fernando Dagnino    | Diego Rodriguez  | Dan Panosian        | Inedito                             | n/a           |
| 23  | Agosto 2025    | A Nest of Serpents       | Power and Influence              | n/a                           | n/a                               | Jim Zub       | Fernando Dagnino    | Diego Rodriguez  | Dan Panosian        | Inedito                             | n/a           |
| 24  | Settembre 2025 | A Nest of Serpents       | n/a                              | n/a                           | n/a                               | Jim Zub       | Fernando Dagnino    | Diego Rodriguez  | Dan Panosian        | Inedito                             | n/a           |
| 25  | Ottobre 2025   | n/a                      | n/a                              | n/a                           | n/a                               | Jim Zub       | Alex Horley         | n/a              | Alex Horley         | Inedito                             | n/a           |
| 26  | Novembre 2025  | The Conquering Crown     | n/a                              | n/a                           | n/a                               | Jim Zub       | Fernando Dagnino    | n/a              | Gerardo Zaffino     | Inedito                             | n/a           |

The Savage Sword of Conan
| N° | Data           | Titolo                                                                  | Titolo italiano                                                   | Sceneggiatura   | Disegni             | Copertina             | Edizione italiana                             | Data italiana |
| -- | -------------- | ----------------------------------------------------------------------- | ----------------------------------------------------------------- | --------------- | ------------------- | --------------------- | --------------------------------------------- | ------------- |
| 1  | Febbraio 2024  | Conan and the Dragon Horde                                              | Conan e l'Orda dei Draghi                                         | John Arcudi     | Max Von Fafner      | Joe Jusko             | La Spada Selvaggia di Conan 1 (Panini Comics) | Agosto 2024   |
| 2  | Maggio 2024    | Leaving the Garden                                                      | Lasciando il Giardino                                             | Jim Zub         | Richard Pace        | Dave Dorman           | La Spada Selvaggia di Conan 2 (Panini Comics) | Novembre 2024 |
| 3  | Luglio 2024    | Wolves of the Tundra                                                    | I lupi della tundra                                               | Frank Tieri     | Cary Nord           | Alex Horley           | La Spada Selvaggia di Conan 3 (Panini Comics) | Febbraio 2025 |
| 3  | Luglio 2024    | Lure of the Pit creature                                                | L'esca della creatura del Pozzo                                   | Alan Quah       | Alan Quah           | Alex Horley           | La Spada Selvaggia di Conan 3 (Panini Comics) | Febbraio 2025 |
| 4  | Agosto 2024    | Birthright in Black                                                     | Eredità in nero                                                   | Jim Zub         | Fernando Dagnino    | David Palumbo         | La Spada Selvaggia di Conan 4 (Panini Comics) | Aprile 2025   |
| 5  | Ottobre 2024   | King Conan - The Ensorcelled part I: The Beast In Brythunia             | Re Conan - Stregato parte 1: La bestia della Brythunia            | Jason Aaron     | Geof Isherwood      | Joe Jusko             | La Spada Selvaggia di Conan 5 (Panini Comics) | Luglio 2025   |
| 5  | Ottobre 2024   | Damn Thing In The Water                                                 | Orrore nell'acqua                                                 | Jim Zub         | Roberto De La Torre | Joe Jusko             | La Spada Selvaggia di Conan 5 (Panini Comics) | Luglio 2025   |
| 5  | Ottobre 2024   | Forged                                                                  | La fucina                                                         | Michael Kogge   | Dan Parsons         | Joe Jusko             | La Spada Selvaggia di Conan 5 (Panini Comics) | Luglio 2025   |
| 5  | Ottobre 2024   | King Conan - The Ensorcelled Part II: The Last Of The Graaskal Witches  | Re Conan - Stregato parte 2 : L'ultima delle streghe del Graaskal | Jason Aaron     | Geof Isherwood      | Joe Jusko             | La Spada Selvaggia di Conan 5 (Panini Comics) | Luglio 2025   |
| 6  | Dicembre 2024  | King Conan - The Ensorcelled Part III: The Woolds Of The Witchbreaker   | n/a                                                               | Jason Aaron     | Geof Isherwood      | Jason Shawn Alexander | Inedito                                       | n/a           |
| 6  | Dicembre 2024  | King Conan - The Ensorcelled Part IV: The Grey King And The Green Witch | n/a                                                               | Jason Aaron     | Geof Isherwood      | Jason Shawn Alexander | Inedito                                       | n/a           |
| 6  | Dicembre 2024  | King Conan - The Ensorcelled Part V: A War Of Witches                   | n/a                                                               | Jason Aaron     | Geof Isherwood      | Jason Shawn Alexander | Inedito                                       | n/a           |
| 6  | Dicembre 2024  | King Conan - The Ensorcelled Epilogue: Legacy Of The Witch              | n/a                                                               | Jason Aaron     | Geof Isherwood      | Jason Shawn Alexander | Inedito                                       | n/a           |
| 7  | Febbraio 2025  | Mark of the Beast                                                       | n/a                                                               | Roy Thomas      | Roberto De La Torre | Alex Horley           | Inedito                                       | n/a           |
| 8  | Aprile 2025    | Treasure of the Vermin Queen                                            | n/a                                                               | Dennis Culver   | Chris Burnham       | Joe Jusko             | Inedito                                       | n/a           |
| 8  | Aprile 2025    | When I Was Young, I Met a King                                          | n/a                                                               | Fred Kennedy    | Marco Rudy          | Joe Jusko             | Inedito                                       | n/a           |
| 8  | Aprile 2025    | Conan: The Wuthering                                                    | n/a                                                               | Liam Sharp      | Liam Sharp          | Joe Jusko             | Inedito                                       | n/a           |
| 9  | Luglio 2025    | The Sunless Isle                                                        | n/a                                                               | Patrick Zircher | Patrick Zircher     | Neal Adams            | Inedito                                       | n/a           |
| 10 | Settembre 2025 | n/a                                                                     | n/a                                                               | Jim Zub         | Doug Braithwaite    | Mike Mignola          | Inedito                                       | n/a           |
| 11 | Novembre 2025  | n/a                                                                     | n/a                                                               | Liam Sharp      | Liam Sharp          | Liam Sharp            | Inedito                                       | n/a           |

Miniserie
Dragonero/Conan
| N° | Titolo                | Data          | Soggetto e sceneggiatura    | Disegni      | Colori       | Copertina    |
| -- | --------------------- | ------------- | --------------------------- | ------------ | ------------ | ------------ |
| 0  | L'ombra del drago     | Ottobre 2022  | Luca Enoch e Stefano Vietti | Lorenzo Nuti | Lorenzo Nuti | Lorenzo Nuti |
| 1  | Le gemme di Aquilonia | Novembre 2023 | Luca Enoch e Stefano Vietti | Lorenzo Nuti | Lorenzo Nuti | Lorenzo Nuti |
| 2  | Ghiaccio e fiamme     | Dicembre 2023 | Luca Enoch e Stefano Vietti | Lorenzo Nuti | Lorenzo Nuti | Lorenzo Nuti |
| 3  | Il demone di Tarantia | Gennaio 2023  | Luca Enoch e Stefano Vietti | Lorenzo Nuti | Lorenzo Nuti | Lorenzo Nuti |

La Battaglia della Pietra Nera
| N° | Data           | Titolo                     | Titolo italiano                 | Sceneggiatura | Disegni      | Colori     | Copertina           | Edizione italiana                   | Data italiana |
| -- | -------------- | -------------------------- | ------------------------------- | ------------- | ------------ | ---------- | ------------------- | ----------------------------------- | ------------- |
| 0  | Maggio 2024    | Prelude: The staring sigil | Preludio: Il sigillo che guarda | Jim Zub       | Jonas Scharf | Jão Canola | Roberto De La Torre | Conan il Barbaro 9 (Panini Comics)  | Aprile 2025   |
| 1  | Settembre 2024 | Eyes upon us               | Occhi su di noi                 | Jim Zub       | Jonas Scharf | Jão Canola | Gerardo Zaffino     | Conan il Barbaro 9 (Panini Comics)  | Aprile 2025   |
| 2  | Ottobre 2024   | Bond of the Black          | Il vincolo del Nero             | Jim Zub       | Jonas Scharf | Jão Canola | Roberto De La Torre | Conan il Barbaro 9 (Panini Comics)  | Aprile 2025   |
| 3  | Novembre 2024  | Quest into Darkness        | Viaggio nelle tenebre           | Jim Zub       | Jonas Scharf | Jão Canola | Liam Sharp          | Conan il Barbaro 10 (Panini Comics) | Maggio 2025   |
| 4  | Dicembre 2024  | The future yet unwritten   | Il futuro non è ancora scritto  | Jim Zub       | Jonas Scharf | Jão Canola | Thomas Nachlik      | Conan il Barbaro 10 (Panini Comics) | Maggio 2025   |

Scourge of the Serpent
| N° | Data        | Titolo                  | Titolo italiano | Sceneggiatura | Disegni  | Colori     | Copertina           | Edizione italiana | Data italiana |
| -- | ----------- | ----------------------- | --------------- | ------------- | -------- | ---------- | ------------------- | ----------------- | ------------- |
| 0  | Maggio 2025 | Prelude: A simple steal | n/a             | Jim Zub       | Ivan Gil | Jão Canola | Roberto De La Torre | Inedito           | n/a           |